# Muzeum Diecezjalne w Genui
Muzeum Diecezjalne (Museo Diocesano) – muzeum sztuki sakralnej, mieszczące się w byłym klasztorze kanoników kapituły katedralnej w Genui. Muzeum jest własnością archidiecezji Genui. W jego zbiorach znajdują się wykopaliska archeologiczne, ozdoby ze srebra, rzeźby (w tym pomnik nagrobny kardynała Luki Fieschiego), Poliptyk św. Bartłomieja Barnaby da Modena, obrazy pędzla takich artystów jak: Perino del Vaga, Luca Cambiaso, Domenico Fiasella i Gregorio De Ferrari oraz kolekcja tekstyliów.

## Historia

### Klasztor San Lorenzo
Położony między katedrą a Pałacem Dożów, klasztor San Lorenzo został zbudowany w XII wieku na wzgórzu Serravalle, w miejscu dawnych murów karolińskich, jako siedziba kanoników kapituły katedralnej. Jednak według niektórych zachowanych dokumentów pierwszy klasztor kanoników miał istnieć już wcześniej; wychodził on na bramę San Giovanni, przy północnej ścianie katedry, obok baptysterium. W 1177 roku obiekt ten został zastąpiony przez nowy, obszerniejszy budynek. W manuskrypcie kanonika Tommasa Negrotta z 1796 roku znalazł się opis wyglądu klasztoru z roku 1278. Był to piętrowy, czworoboczny budynek z dziedzińcem w środku. Krużganek, okalający dziedziniec zbudowany był z arkad, których łuki spoczywały na podwójnych kolumnach, wykonanych, według tradycyjnej praktyki inżynierskiej, na przemian z marmuru i szarego kamienia z Promontorio. Na piętrze ulokowano 10 pomieszczeń, wśród których były pokoje kanoników i inne pomieszczenia użytkowe, w tym kuchnia, kapitularz, refektarz i biblioteka. Pomimo prac restauracyjnych, wykonanych w latach 1563 i 1567 stan budynku pogorszył się. W 1580 roku rząd Republiki Genui zażądał od kapituły sprzedaży 7 pomieszczeń klasztornych na potrzeby rozbudowywanego miejskiego więzienia. Żądanie to zostało spełnione dwanaście lat później. Kapituła otrzymała w zamian kilka nieruchomości przy ulicy Scurreria la Vecchia, dostępnych z klasztoru. W 1653 roku dwa boki klasztoru zostały podwyższone o dwa piętra. Dla wzmocnienia konstrukcji delikatne kolumny arkad tych boków zastąpiono masywnymi filarami. Zbombardowanie Genui w 1684 roku przez flotę Ludwika XV wyrządziło znaczne szkody miastu, w tym i klasztorowi. W latach 1743 i 1744 wykonano prace naprawcze przy murach klasztoru, dla sfinansowania których wykorzystano srebra z zakrystii. W 1743 roku papież Benedykt XIV przeniósł immunitet z klasztoru San Lorenzo na klasztor przy kościele Santa Maria delle Vigne. Na mocy represyjnych praw Królestwa Sardynii, skierowanych przeciwko organizacjom religijnym, kanonicy stanęli w obliczu groźby utraty swoich posiadłości, w tym klasztoru. Dzięki zabiegom prawnym udało się tego uniknąć, jednak zła sytuacja gospodarcza Kapituły zmusiła ją w końcu do sprzedaży klasztoru Gminie Genua, co nastąpiło 12 maja 1923 roku. Nie zapobiegło to jednak dalszemu pogarszaniu się stanu technicznego budynku, który w okresie międzywojennym był wykorzystywany na mieszkania prywatne. W latach 1958–1959 w celu odciążenia konstrukcji rozebrano dwa piętra, nadbudowane w połowie XVII wieku.

### Muzeum diecezjalne

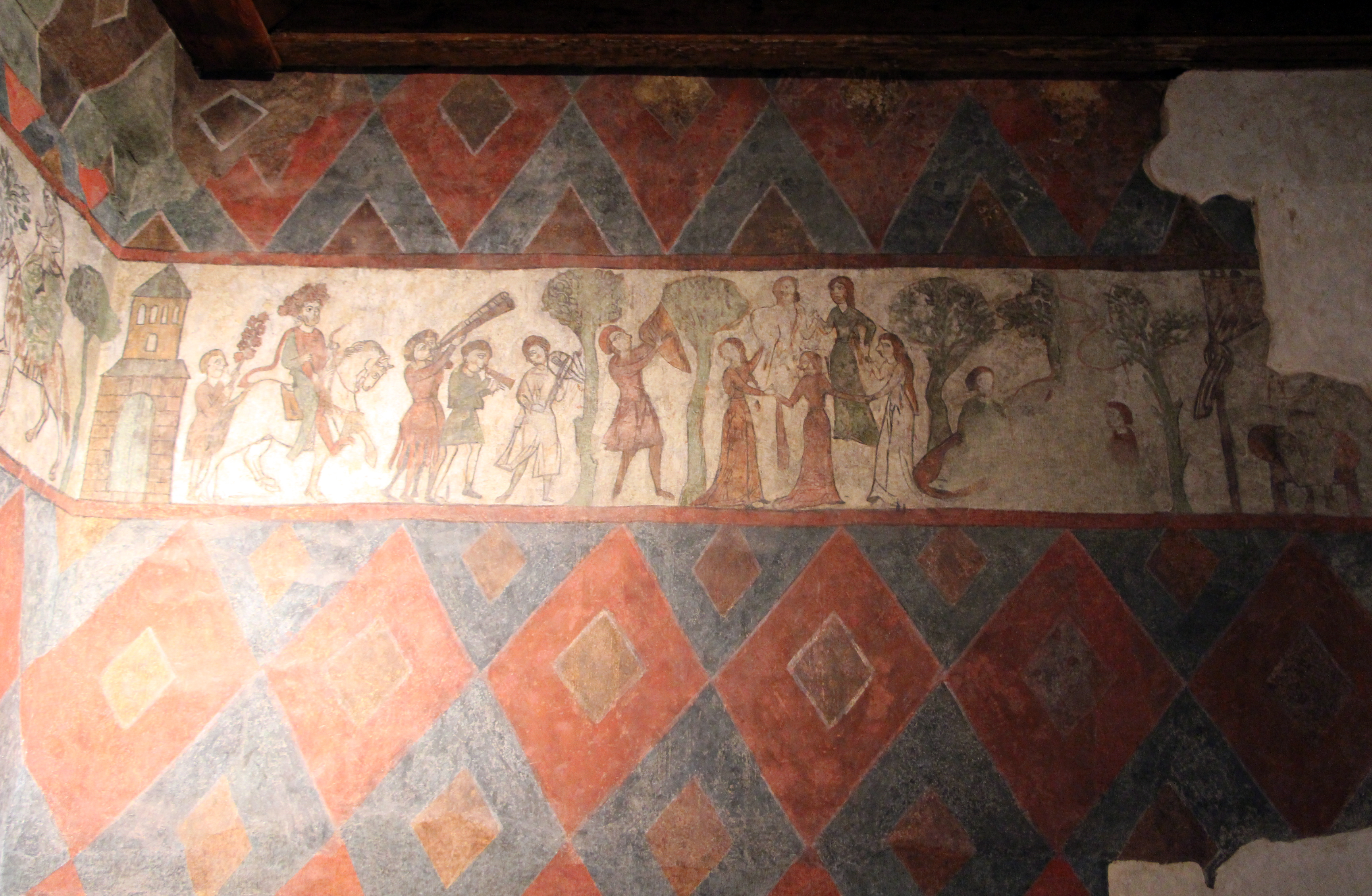
Freski Cykl Miesięcy

W latach 80. na mocy porozumienia między Gminą a Archidiecezją Genui ta ostatnia otrzymała nieodpłatnie budynek byłego klasztoru z przeznaczeniem na muzeum diecezjalne. W latach 1988 i 1992 budynek został odrestaurowany. Przedtem wykonano badania archeologiczne, dzięki którym dokonano cennych odkryć, w tym rzymskiego domu, pochodzącego z I wieku p.n.e. oraz zdobyto ważne informacje o historii miejsca, na którym został zbudowany klasztor. Podczas renowacji przywrócono oryginalne dekoracje, które zdobiły prywatne pokoje kanoników, odsłaniając cenne freski z XIII wieku, w tym rzadki Cykl Miesięcy i salon z kolorową tapicerką w formie żółtych, czerwonych i niebieskich płytek; na ścianach górnego krużganku odrestaurowano freski przedstawiające Splendor Kanoników. Muzeum Diecezjalne otwarto dla publiczności 16 grudnia 2000 roku. Do jego obowiązków należy ochrona dzieł sztuki w pierwotnych miejscach ich przechowywania, jeśli ochrona ta jest tam już niemożliwa, lub w sytuacji, gdy nie pełnią już one funkcji kultowej albo są zagrożone kradzieżą i wandalizmem. Oprócz tego muzeum zajmuje się pogłębianiem wiedzy na temat dziedzictwa sakralnego archidiecezji, utrzymując intensywne kontakty z podmiotami podlegającymi jej jurysdykcji.

## Zbiory
Zbiory muzeum prezentowane są w porządku chronologicznym, poczynając od podziemi, w których wyeksponowano znaleziska archeologiczne oraz monumentalny grób kardynała Luki Fieschiego z XIV wieku, pochodzący z katedry. Wśród dzieł rzeźbiarskich znajdują się Nagrobek Santolo z V wieku oraz Płyta z pawiami, wyrafinowana płaskorzeźba z X wieku, pochodząca z Bizancjum. Na parterze, który niedawno przeszedł reorganizację i modernizację, urządzono ekspozycję obrazów, rzeźby i biżuterii z okresu od XI do XVI wieku. Do najbardziej znaczących dzieł zaliczają się takie eksponaty jak: Poliptyk św. Bartłomieja Barnaby da Modena, relikwiarz ręki św. Stefana (z XII i XV wieku), cenne antepedium Opłakiwanie Martwego Chrystusa, wykonane przez nieznanego flamandzkiego hafciarza w 1515 roku, obraz Madonna na tronie z Dzieciątkiem między św. Dominikiem a św. Franciszkiem Perina del Vaga oraz się kolekcja płócien Luki Cambiasa, w tym ekspresyjne Ukrzyżowanie. Prezentacja zbiorów muzeum kontynuowana jest na piętrze w pokojach tematycznych, poświęconych nastawom ołtarzowym, sprzętowi procesyjnemu oraz malarstwu, obejmującemu okres do XVIII wieku. Wśród obrazów znajdują się: Madonna z Loreto Domenica Fiaselli oraz imponujące płótna Gregoria De Ferrari, Zaśnięcie św. Scholastyki i Tobiasz grzebiący zmarłych, będące znaczącymi przykładami sztuki genueńskiej. Ostatnim działem muzealnych zbiorów jest niezwykła kolekcja 14 niebieskich płócien ze scenami Męki Pańskiej z XVI wieku, pochodząca z opactwa San Nicolò del Boschetto. Płótna te zostały namalowane z użyciem bieli w technice monochromatycznej i z zastosowaniem kontrastu chiaroscuro. Kolekcja jest własnością Ministerstwa Dziedzictwa i Kultury, przekazaną Muzeum Diecezjalnemu w depozyt; płótna genueńskie uznawane za jednego z przodków współczesnych dżinsów, a ich zbiór świadczy o żywotności typowej, genueńskiej produkcji tekstylnej, która rozprzestrzeniła się na całym świecie.
Od początku II dekady XXI wieku w Muzeum Diecezjalnym w okresie poprzedzającym Boże Narodzenie i po nim ma miejsce ekspozycja Szopki, dzieła współczesnego włoskiego artysty Marka Laganà. Tworzą go poetyckie, wykonane z papier-mâché figury Trzech Króli, pastuszków i matek z dziećmi, zbliżającymi się w orszaku do Świętej Rodziny.

### Zbiory archeologiczne

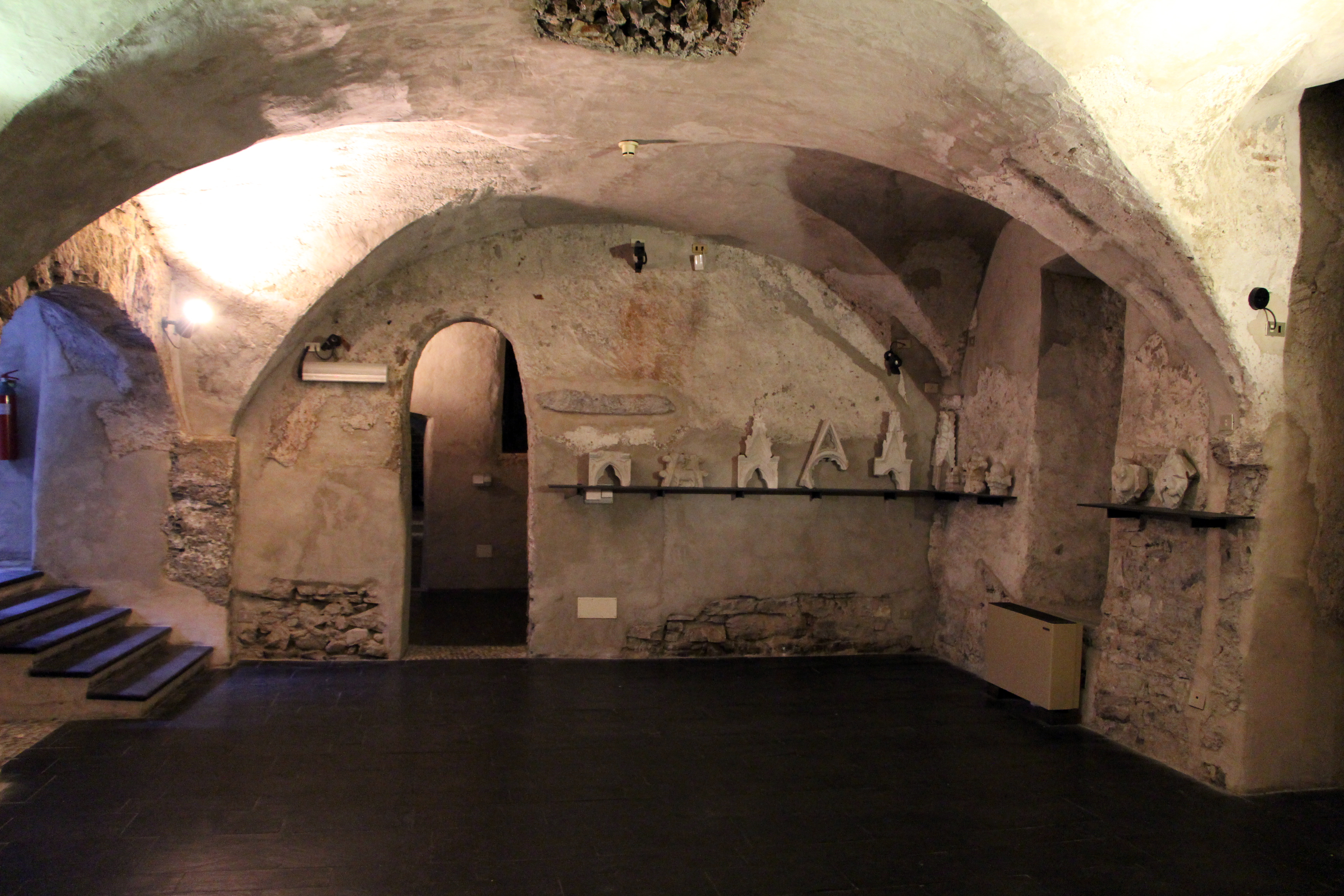
Podziemia muzeum – zbiory archeologiczne

W 1987 roku, po rozpoczęciu prac restauracyjnych, służby archeologiczne Ligurii (Soprintendenza Aecheologica della Liguria) podjęły równoległe prace wykopaliskowe na terenie byłego klasztoru. Jej efektem są zbiory archeologiczne, eksponowane na parterze muzeum. Obszar ten był w czasach rzymskich terenem peryferyjnym, jeśli chodzi o tkankę miejską. Odkryto fragmenty domów z I wieku p.n.e. o ścianach z drewna i okładziny trzcinowej oraz fragmenty domów murowanych. Znaleziono cenne świadectwa życia codziennego, takie jak ceramika, ćwieki i żelazne zawiasy do drzwi, zwęglone kiście winogron i niewielki, marmurowy ołtarz, wykorzystywany do codziennych nabożeństw. Kolejne znaleziska świadczą, iż w tym miejscu w okresie między IV a Vi wiekiem dokonywano pochówków. Możliwe jest też, iż teren zaczął pełnić z czasem funkcję sakralną, w nawiązaniu do budowli o przeznaczeniu kultowym z VI wieku, zachowanej w podziemiach katedry. Wiek XI to początek budowy klasztoru. Z tego okresu pochodzą odkryte fragmenty kapiteli oraz liczne znaleziska ceramiczne, świadczące o ówczesnym poziomie życia społeczności kanoników oraz dostarczające cennych informacji na temat importu wyrobów z największych warsztatów ceramiki, istniejących basenu Morza Śródziemnego do Genui.

### Wyroby ze srebra
Produkcja świeckich i sakralnych przedmiotów ze srebra w okresie od II połowy XVI do pierwszych dekad XVII wieku odbywała się w oparciu o surowiec sprowadzany z kopalni amerykańskich i odzwierciedlała rozwój gospodarczy Genui. Wytwórczość ta była kontynuowana również w kolejnych stuleciach. Wyroby ze srebra są wciąż obecne w kościołach Ligurii. Dużą część kolekcji stanowią wyroby ze srebra z epoki baroku i rokoka. Są to naczynia liturgiczne, takie jak: kielichy, cyboria, trybularze, łódki, aspersoria i relikwiarze (w tym Repositorio Doria, przeznaczony do celebracji Wielkiego Tygodnia), a także krzyże ołtarzowe, kandelabry i tzw. tronetta eucharystyczne. Spośród tych wyrobów uwagę zwracają:
- krzyż, zwany Croce Cicali, wyrób bizantyński z przełomu XI i XI wieku, zawierający relikwię drzewa Krzyża, oprawioną w pozłacane srebro i ozdobioną płytkami w kolorze białym, czerwonym i niebieskim, wykonanymi w technice cloisonné;
- relikwiarz ręki św. Stefana, mający formę niewielkiego sarkofagu, wykonany pomiędzy II połową XII a połową XV wieku, pochodzący z genueńskiego opactwa pod tym samym wezwaniem. Dekorację sarkofagu stanowią sceny z życia św. Stefana, pokrywające jego powierzchnię oraz kamienie półszlachetne, oprawione wzdłuż jego krawędzi[10].

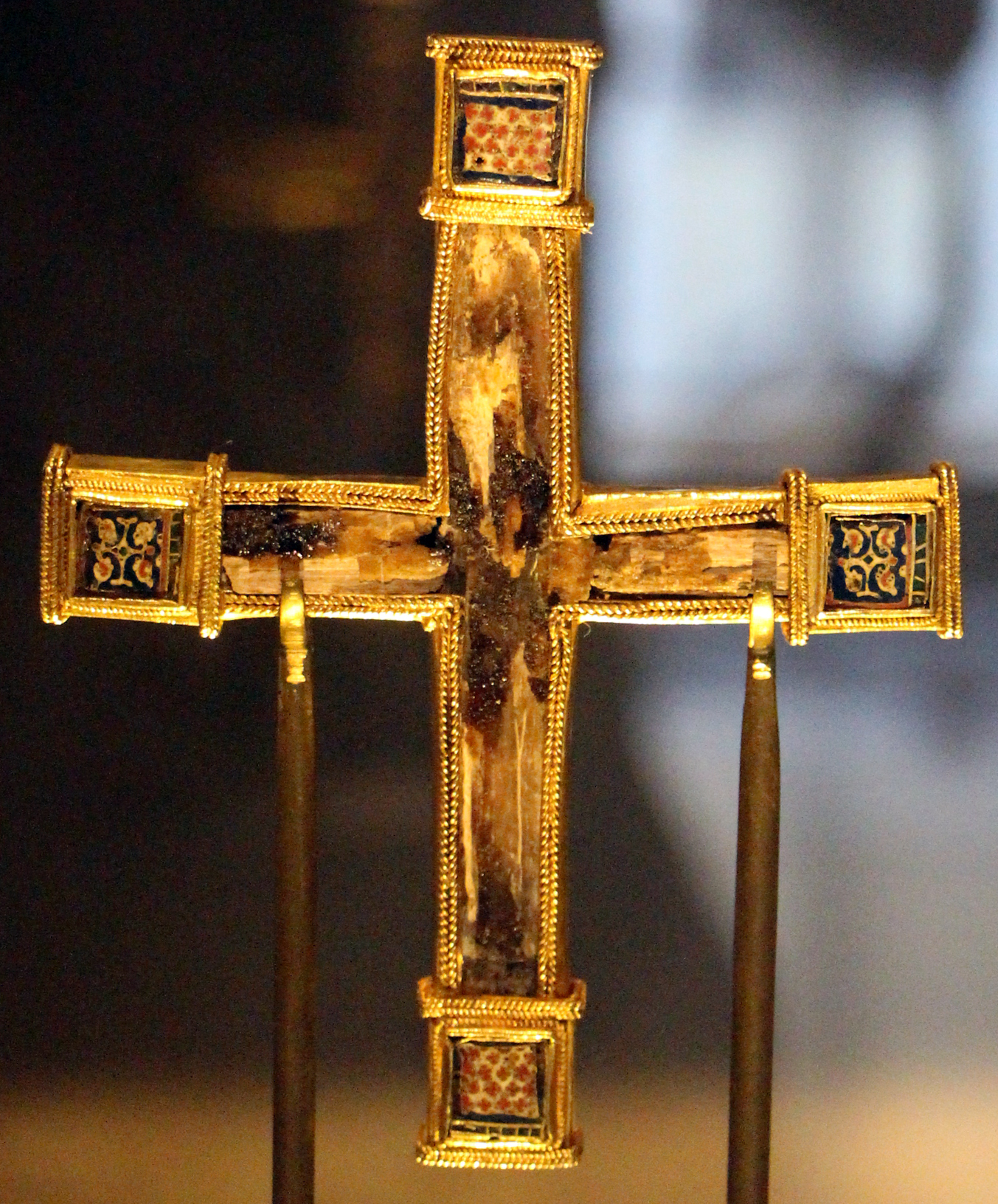
Krucyfiks bizantyński
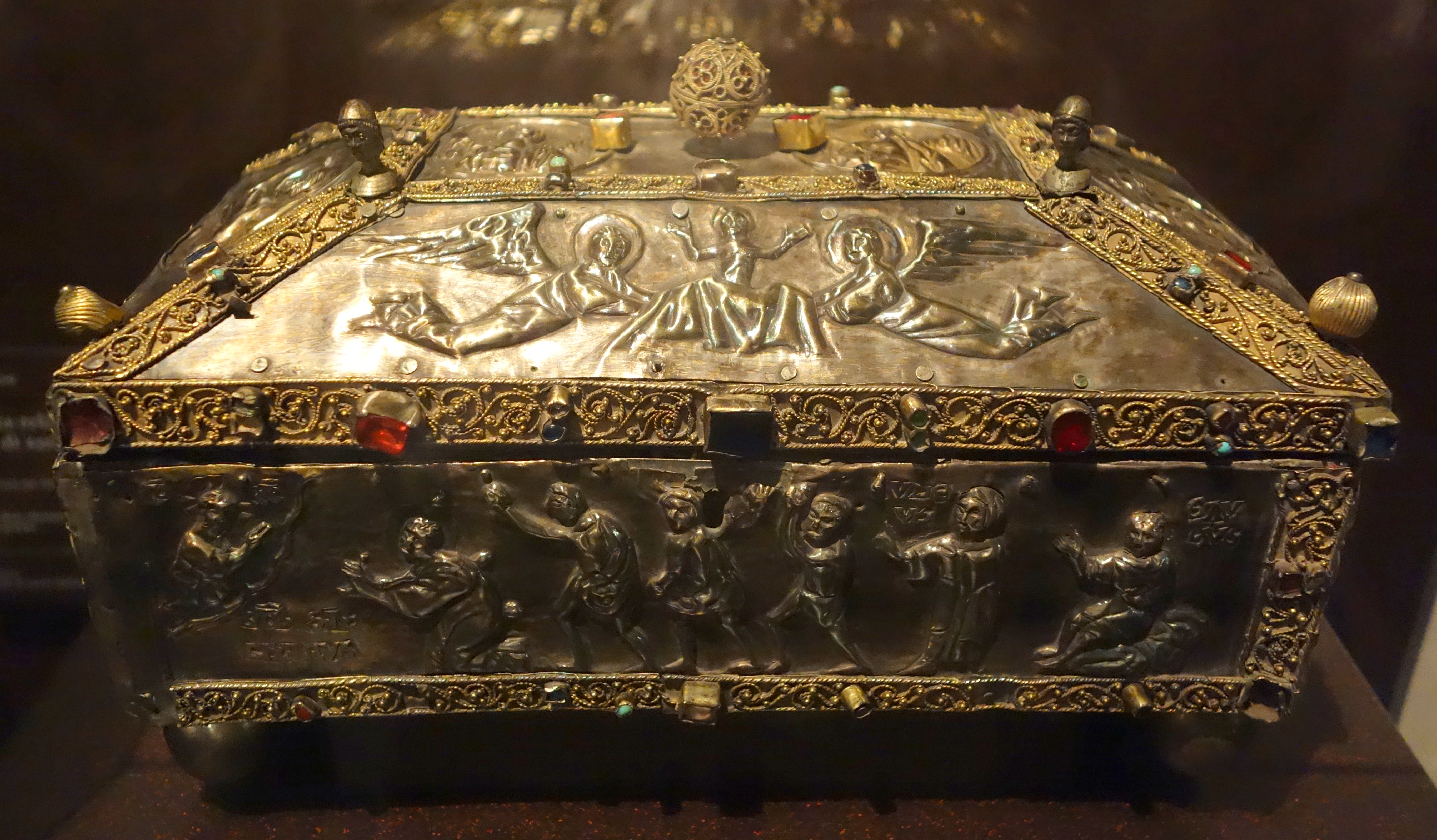
Relikwiarz ręki św. Stefana
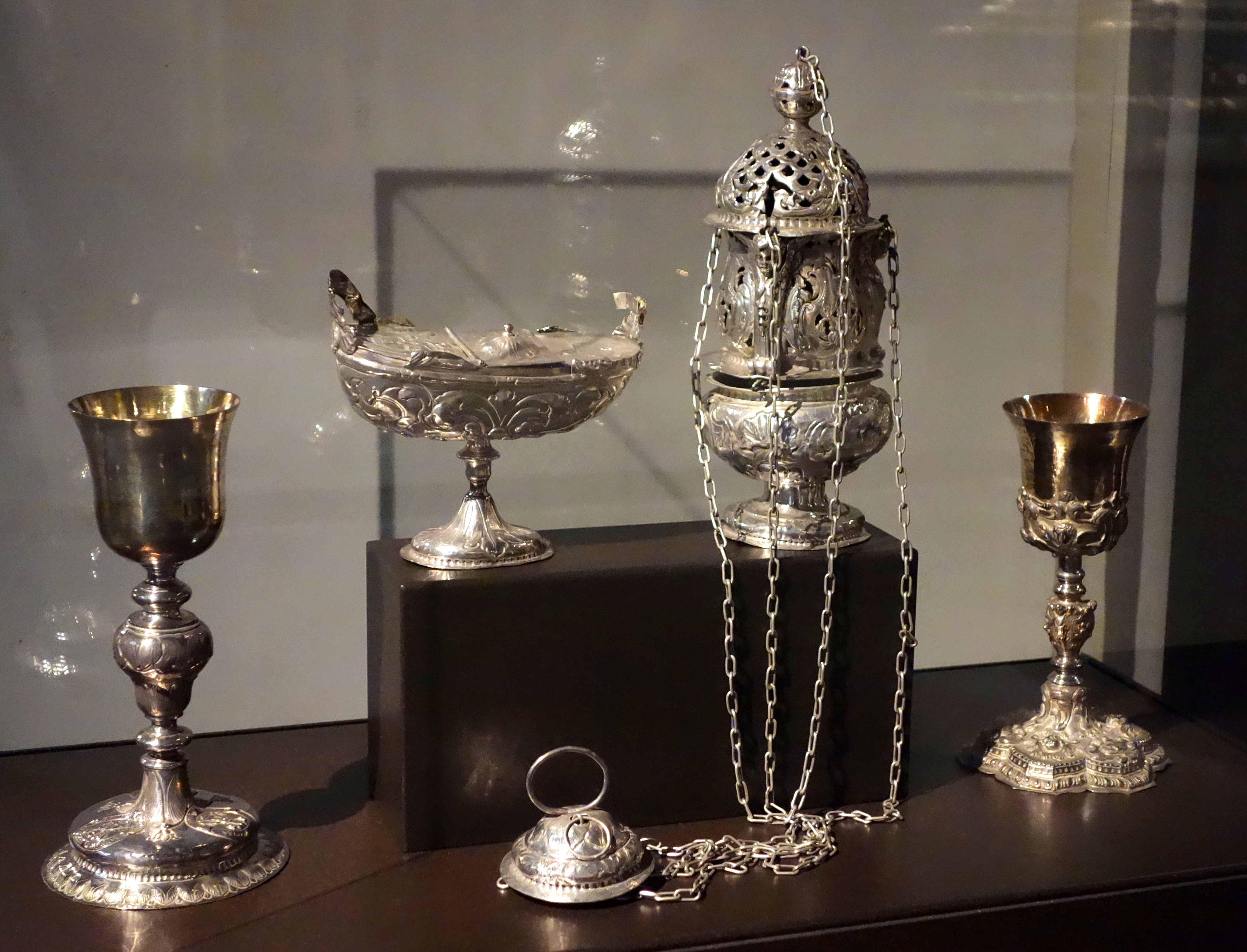
Naczynia liturgiczne
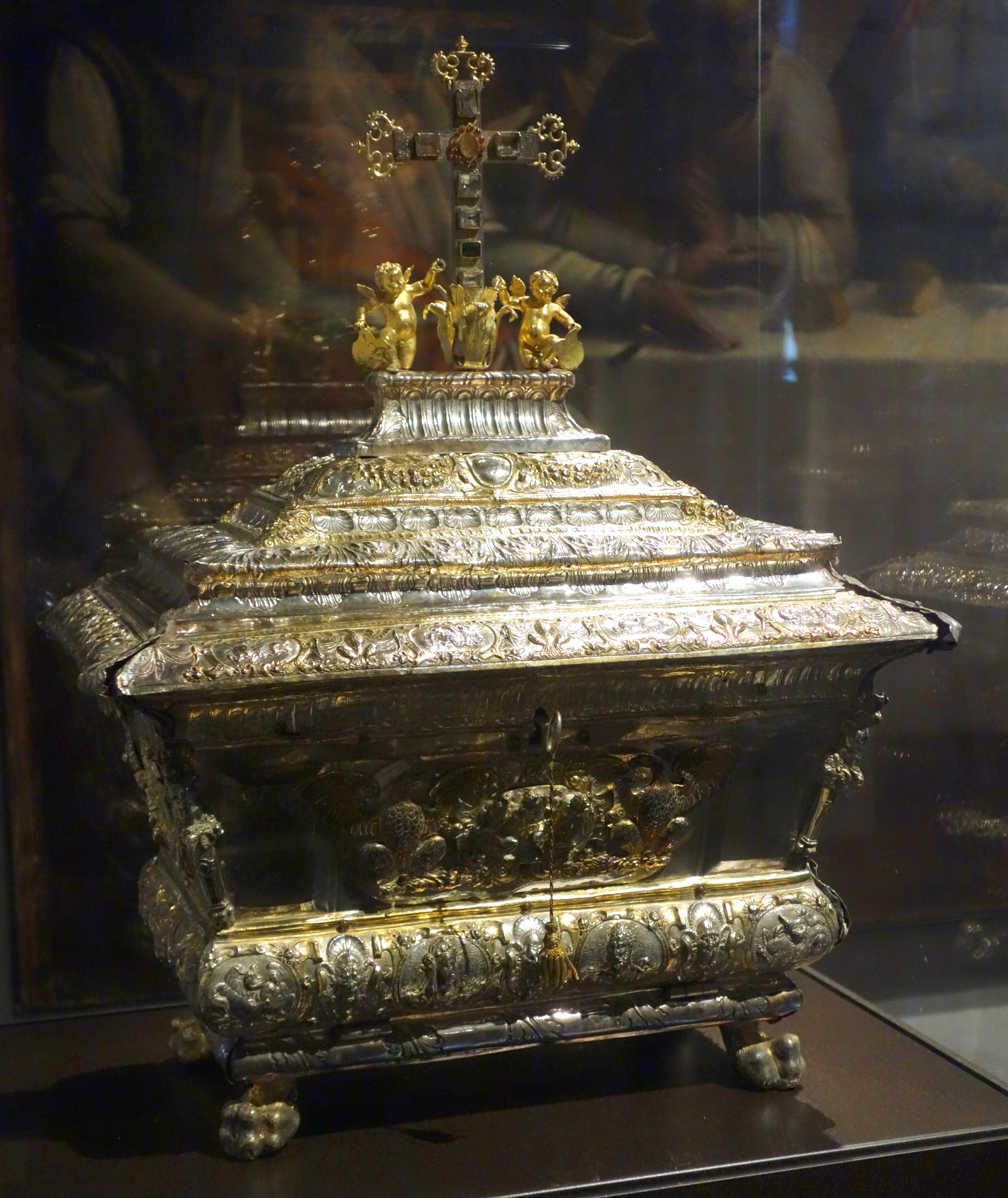
Repositorio Doria
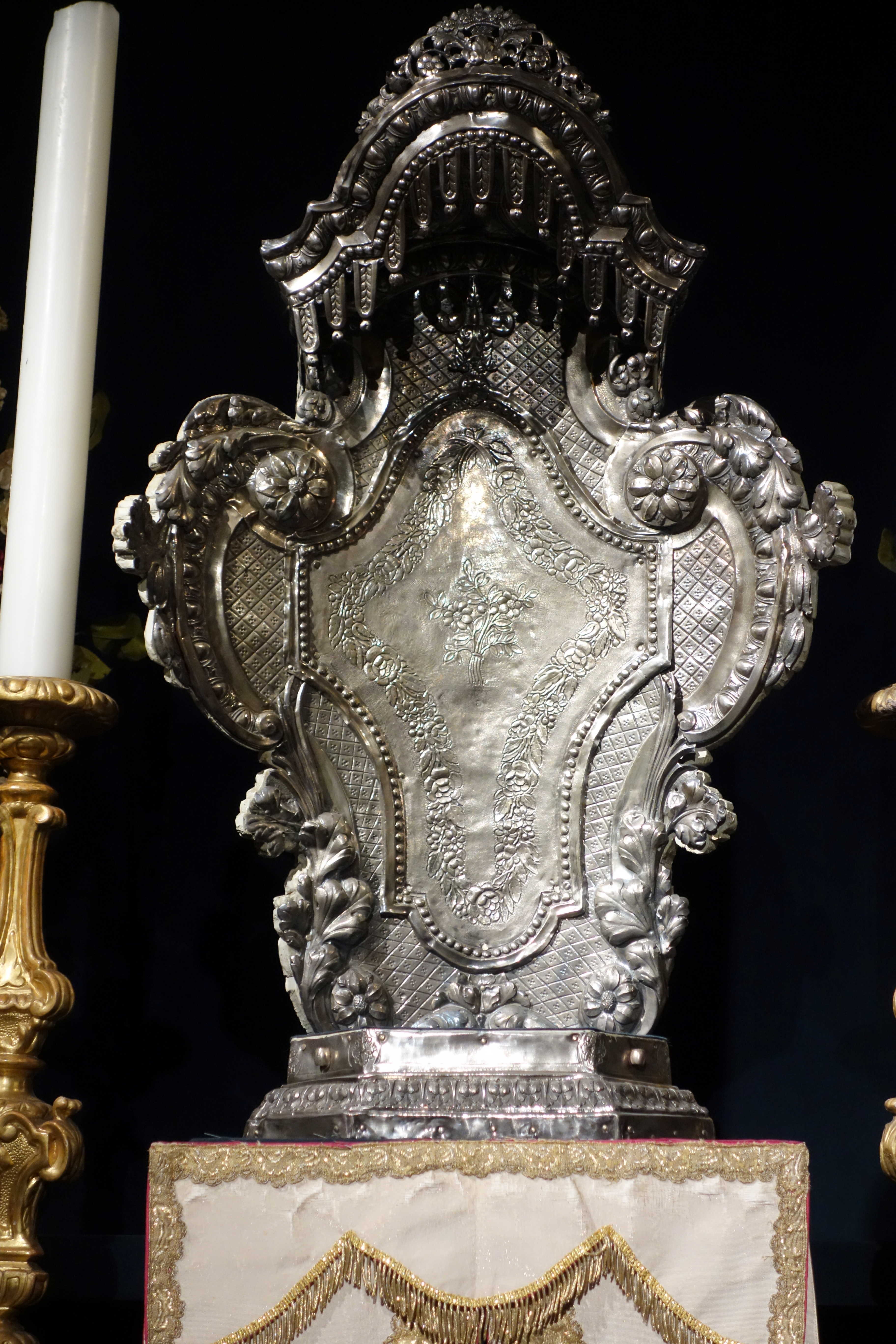
Tronetto eucharystyczne

### Rzeźby

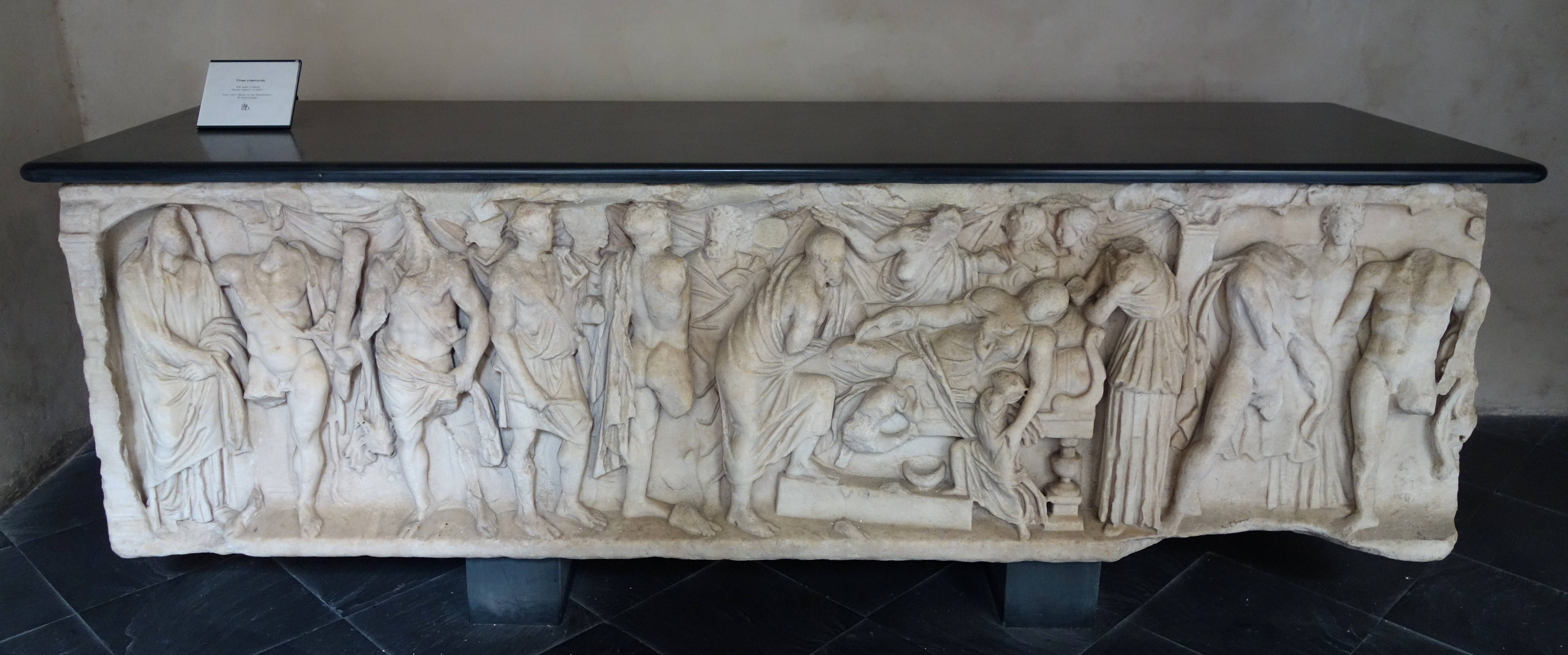
Płaskorzeźba Mit Alkestis, II wiek n.e, biały marmur, bazylika Santa Maria delle Vigne

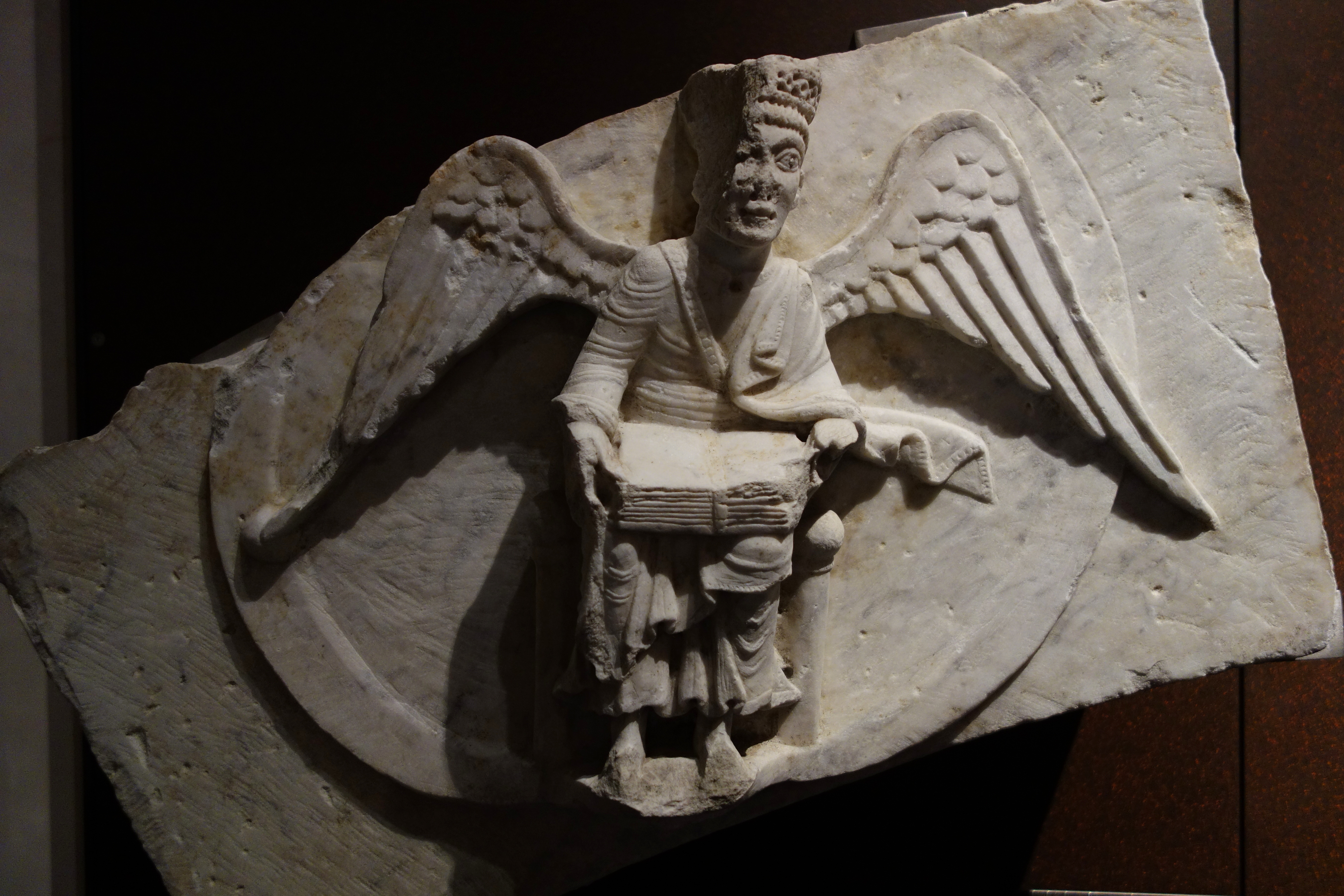
Rzeźbiarz z Île-de-France (atrybucja), cios z aniołem, ok. 1160, biały marmur, bazylika Santa Maria delle Vigne

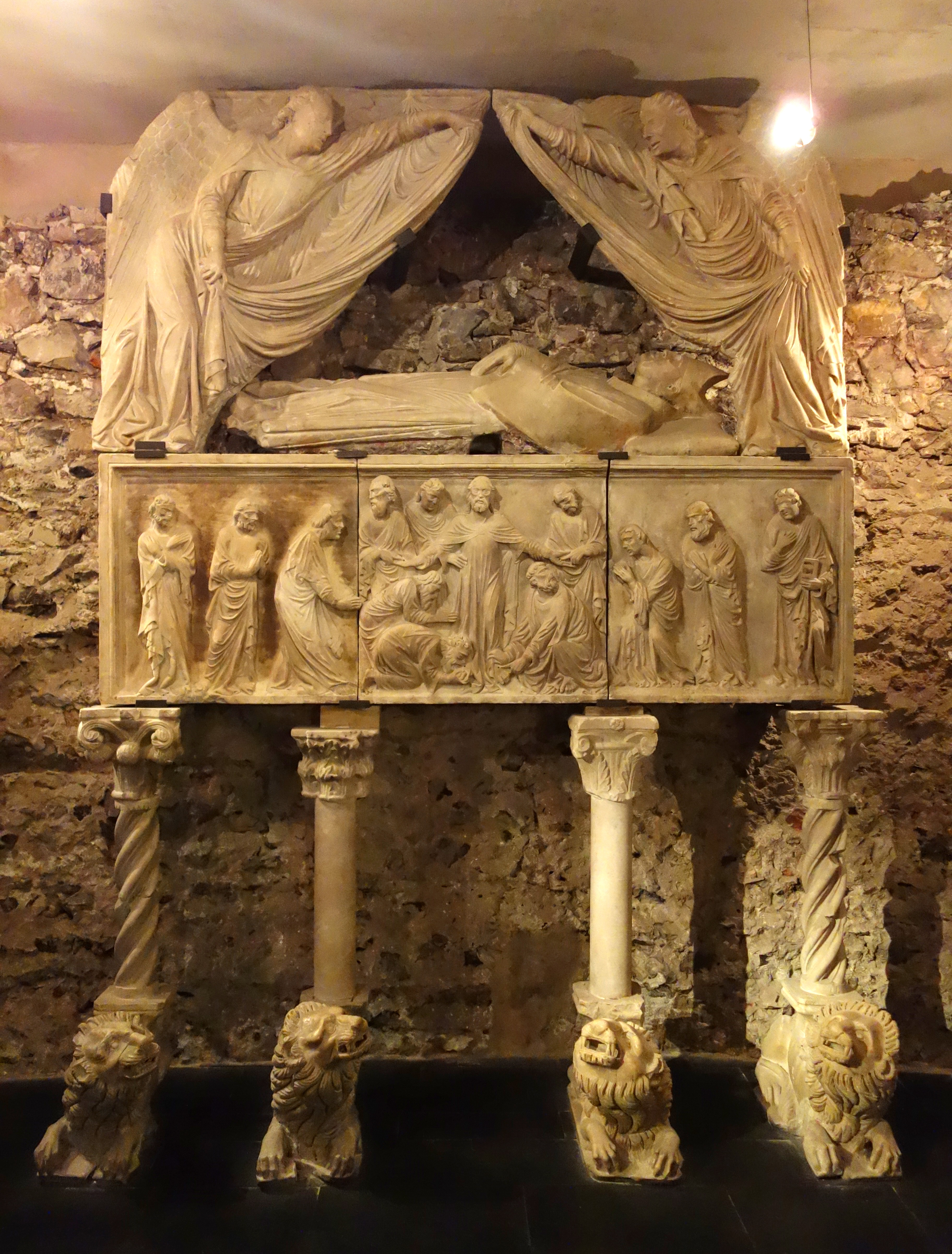
Nieznany artysta, pomnik nagrobny kardynała Luki Fieschiego, ok. 1336

#### PłaskorzeźbaMit Alkestis
Płaskorzeźba przedstawiająca Mit Alkestis stanowiła dekorację pochodzącego z IV wieku n.e. sarkofagu, umieszczonego pierwotnie pod archiwoltą dzwonnicy bazyliki Santa Maria delle Vigne i wykorzystanego, według przekazów, jako grobowiec Anselma Incisa, genueńskiego szlachcica, astronoma i alchemika, jego syna Giovanniego oraz małżonków Piera i Leonory Vivaldich. Umieszczona na frontowej ścianie sarkofagu płaskorzeźba, częściowo uszkodzona, przedstawia mit Alkestis, znany również z tragedii Eurypidesa pod tym samym tytułem. Ponieważ mit grecki ma pewne cechy wspólne z chrześcijańskim zmartwychwstaniem, stąd jego wyobrażenie zostało z łatwością wykorzystane do chrześcijańskiego pochówku.

#### Cios z aniołem
Zachowany we fragmencie cios, przedstawiający anioła, symbol św. Mateusza Ewangelisty, pochodzi z glifu, zdobiącego jeden z romańskich portali bazyliki Santa Maria delle Vigne; pozostałe, niezachowane płaskorzeźby, przedstawiające symbole innych Ewangelistów, były przypuszczalnie rozmieszczone parami wokół centralnego symbolu Agnus Dei. Wysoka jakość kamienia i samego dzieła pozwalają na przypisanie jego autorstwa artyście mającemu związek z budową katedry w Chartres, przybyłego do Genui około roku 1160, w okresie budowy kościoła Santa Maria delle Vigne.

#### Pomnik nagrobny kardynała Luki Fieschiego
Pomnik nagrobny kardynała Luki Fieschiego, pochodzący z katedry, należy do najbardziej okazałych pod względem artystycznym spośród pomników nagrobnych zbudowanych w XIV wieku i przeznaczonych do wnętrz największych genueńskich świątyń. Pod tym względem mógł z nim konkurował jedynie nagrobek królowej Małgorzaty Brabanckiej dłuta Giovanniego Pisano, znajdujący się pierwotnie w kościele San Francesco di Castelletto, a obecnie eksponowany (w zachowanych fragmentach) w kościele-muzeum Sant’Agostino. Pomnik nagrobny kardynała Luki Fieschiego znajdował się w katedralnej kaplicy, wysokiej na 8 m i bogato dekorowanej. Na ścianie frontowej pomnika widnieje płaskorzeźba Chrystus ukazujący rany apostołom. Powyżej znajdują się dwaj aniołowie, odsłaniający leżący pomnik kardynała, który zmarł w 1336 roku w Awinionie i pragnął być pochowany w katedrze.

#### Figury św. Rocha i św. Sebastiana
Znaczącymi przykładami genueńskiego baroku są dwie figury-relikwiarze, przedstawiające świętych Rocha i Sebastiana, wyrzeźbione przez genueńskiego artystę Antona Marię Maragliano dla kościoła Santi Nicolò ed Erasmo.

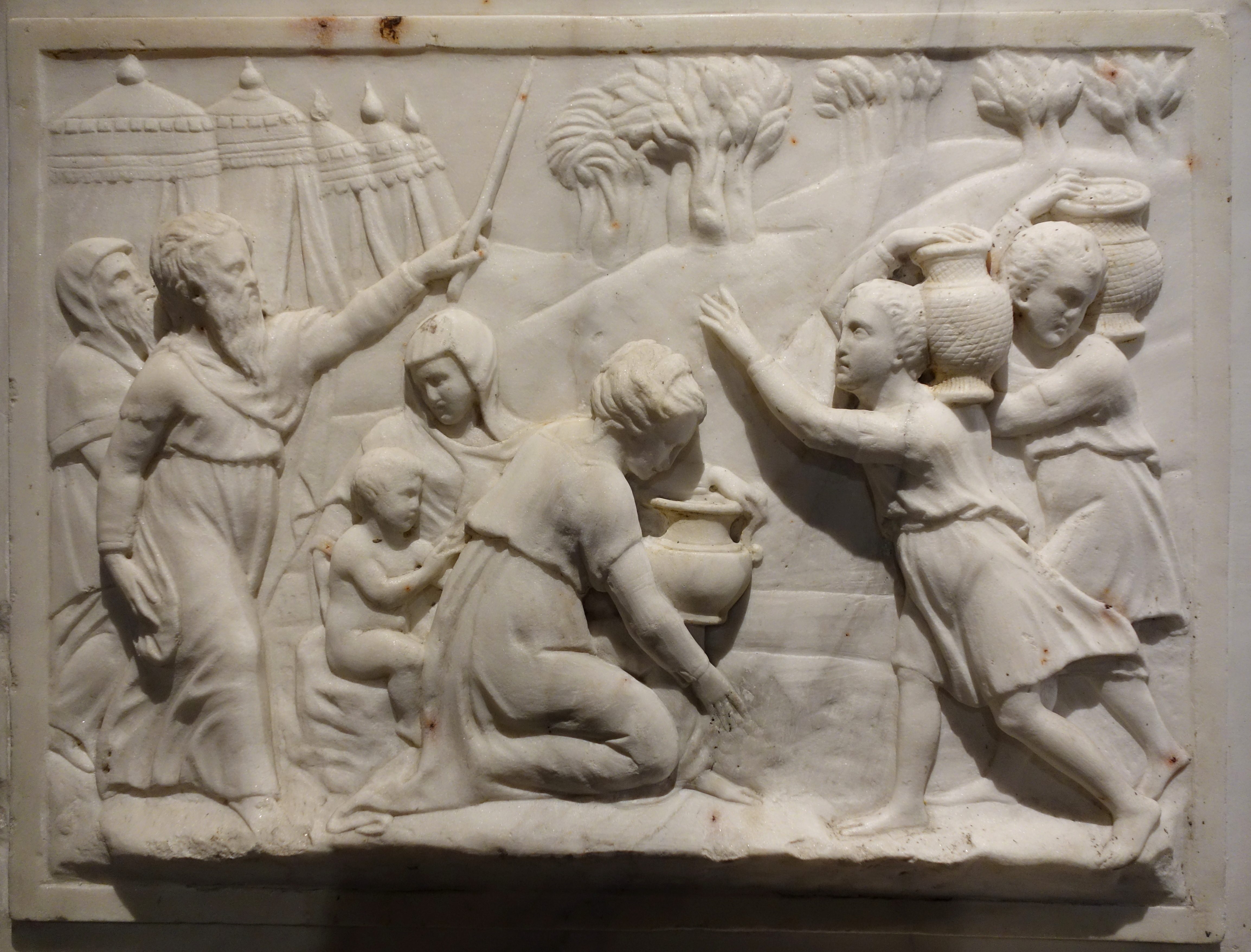
Taddeo Carlone (atrybucja), Mojżesz wyprowadzający wodę ze skały, marmur, 1600
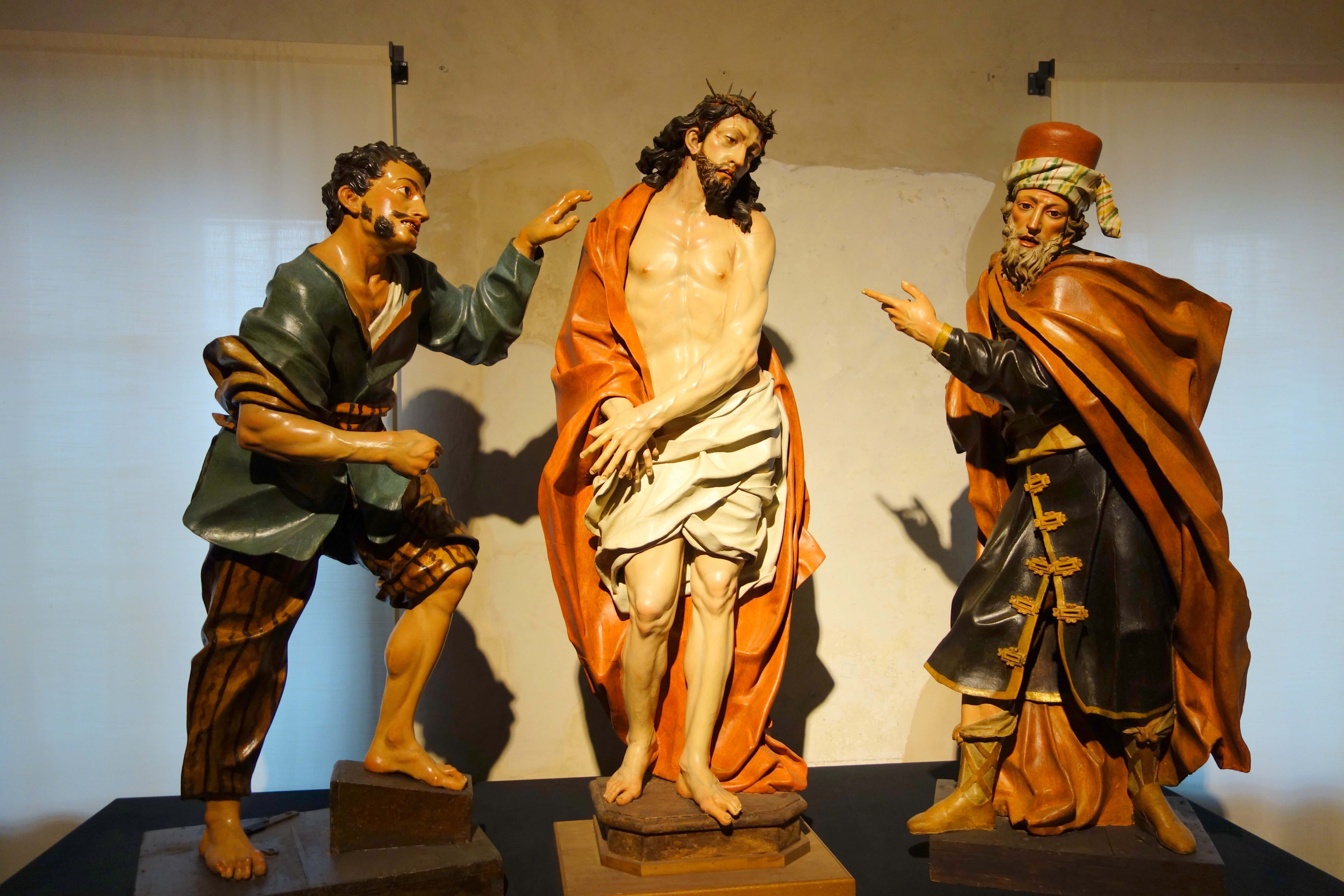
Nieznany artysta z Genui, Chrystus z dwoma oskarżycielami, koniec XVII wieku
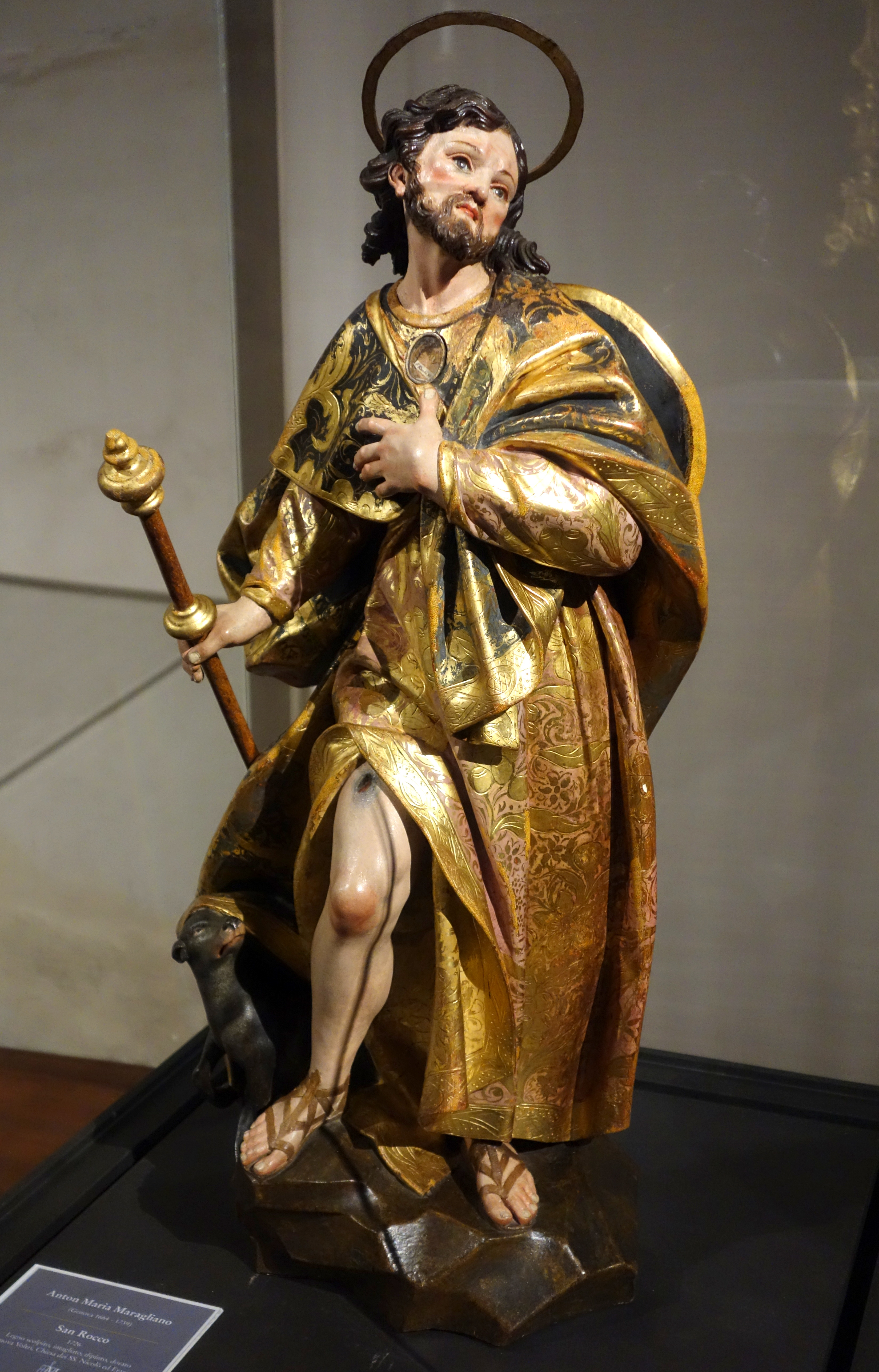
Anton Maria Maragliano, Św. Roch, drewno, 1726
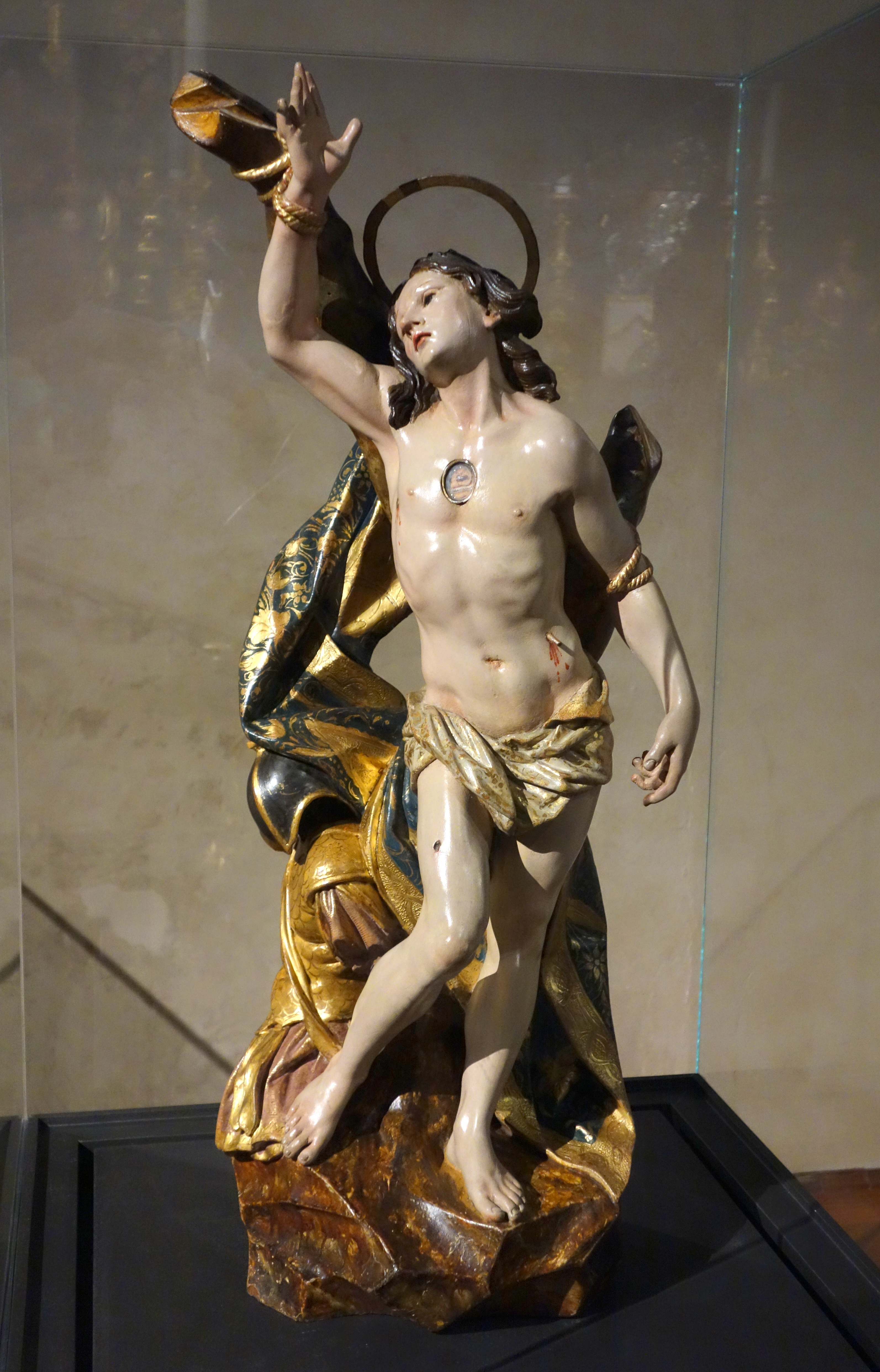
Anton Maria Maragliano, Św. Sebastian, drewno, 1726

### Obrazy

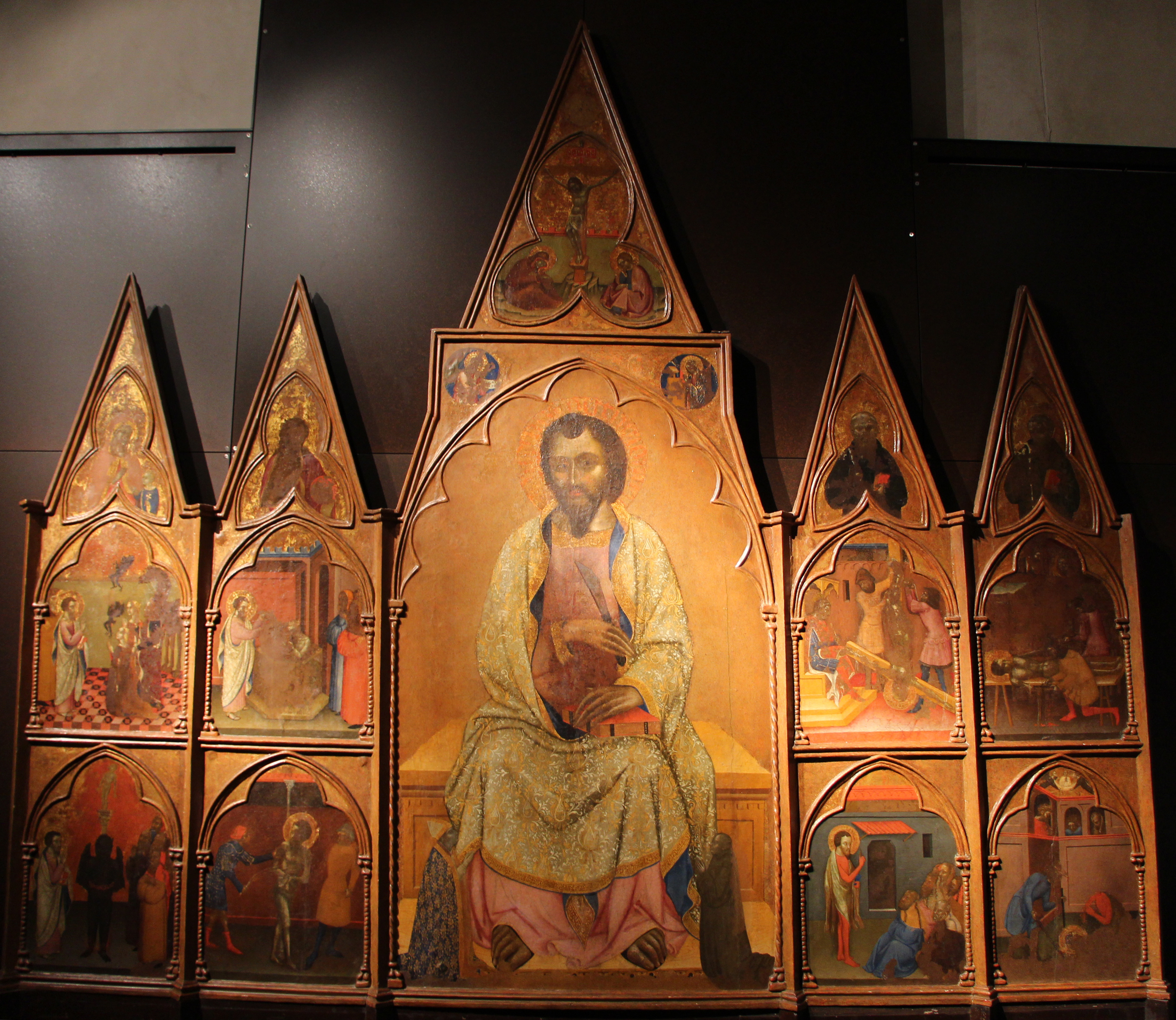
Barnaba da Modena, Poliptyk św. Bartłomieja, 1377–1382

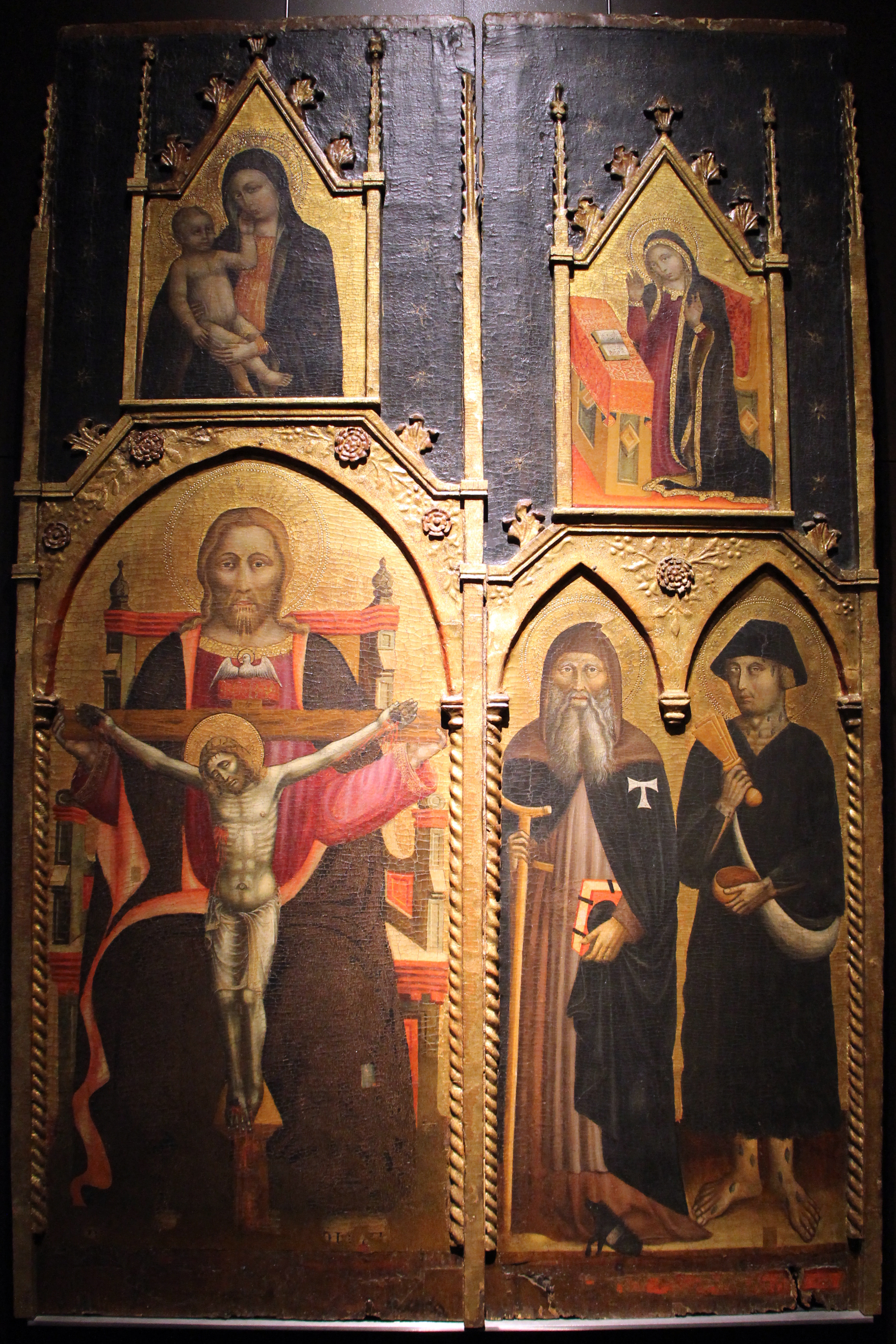
Mistrz z Santa Maria delle Vigne, poliptyk Trójca Święta ze św. Antonim Padewskim i Łazarzem żebrakiem, ok. 1400

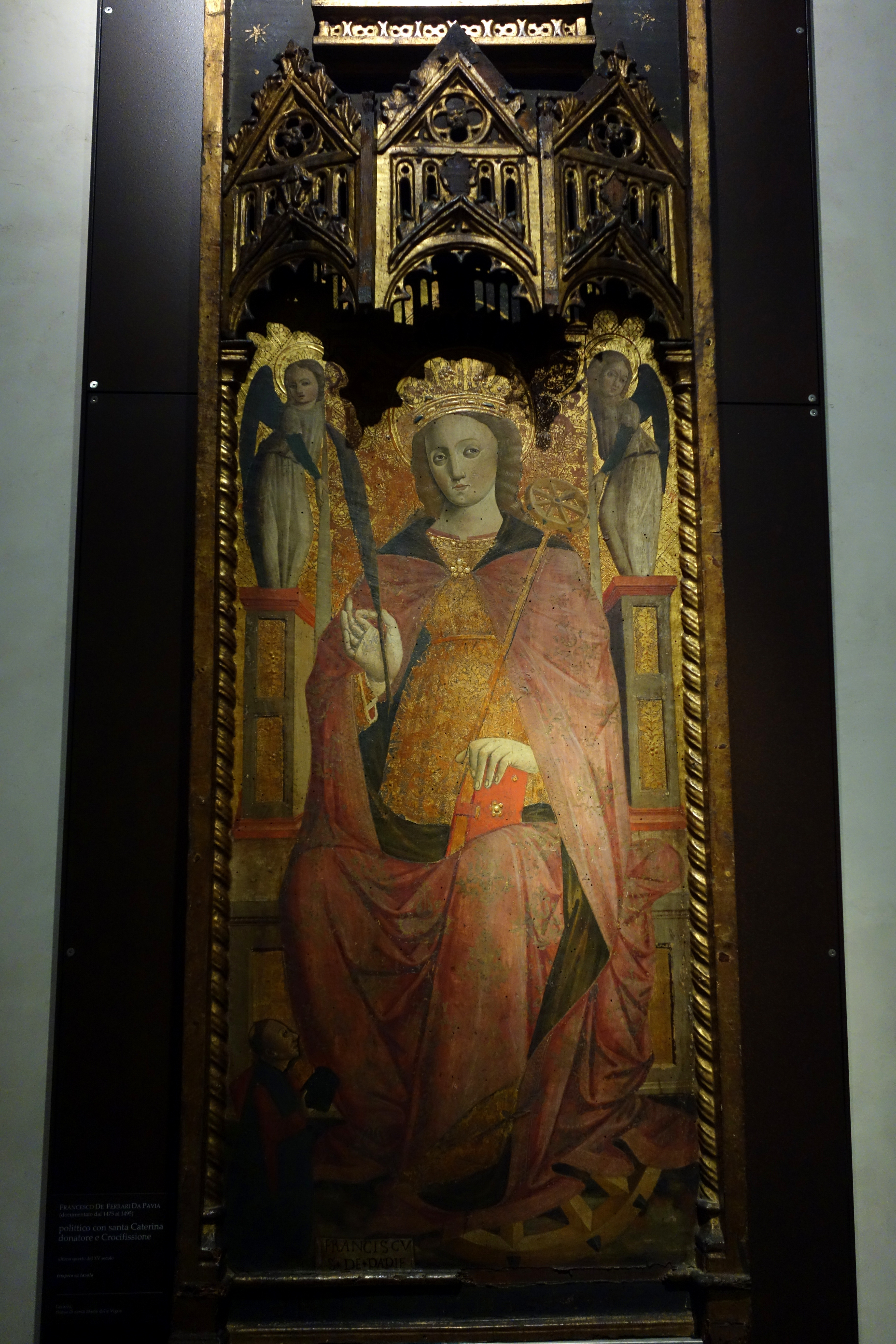
Francesco de Ferrari da Pavia, poliptyk Św. Katarzyna z donatorem i krucyfiksem (fragment), 1475–1495

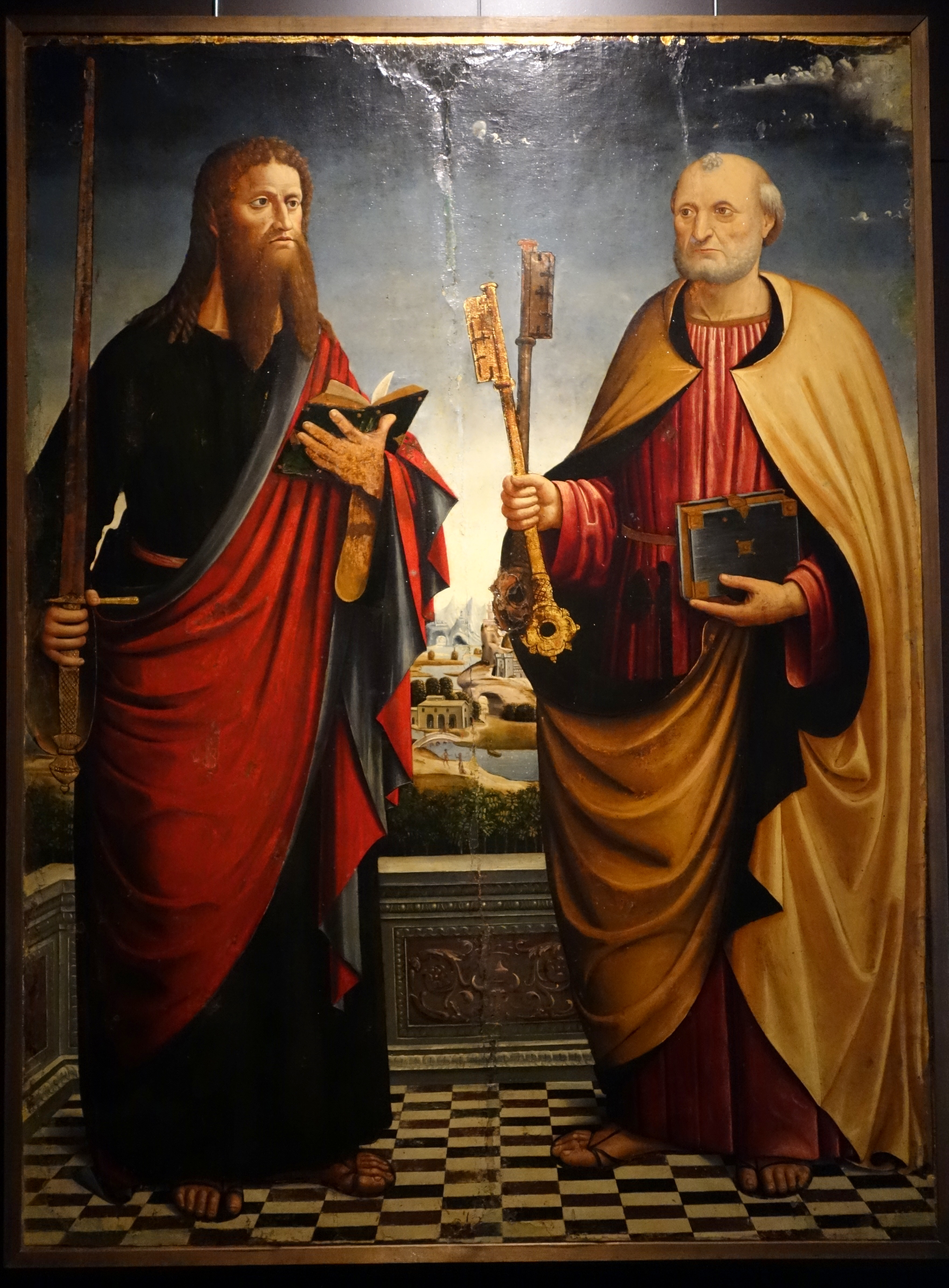
Giovanni Barbagelata, Św. Paweł i św. Piotr, 1502–1503, oratorium Santi Pietro e Paolo in san Bernardo

Kolekcja obrazów w Muzeum Diecezjalnym obejmuje okres od XIII do XVIII wieku. Składają się na nią nie tylko obrazy na desce czy obrazy olejne, ale również sprzęt liturgiczny lub malowane detale architektoniczne, pochodzące z diecezjalnych kościołów. Do tych ostatnich należy Belka z Chrystusem i Apostołami, namalowana techniką temperową na desce sosnowej, stanowiąca część drewnianej dekoracji, umieszczonej nad ołtarzem głównym kościoła San Matteo około 1278 roku, w czasach, kiedy należał on do szlacheckiego rodu Doria. Innym przykładem jest relikwiarz ręki św. Stefana, wykonany na początku XIV wieku przez nieznanego artystę.

#### Poliptyk św. Bartłomieja
Barnaba da Modena zdominował scenę artystyczną Genui II połowy XIV wieku, wywierając pewien wpływ również w następnym stuleciu. W Poliptyku św. Bartłomieja postać świętego została umieszczona w centrum. Po obu stronach artysta przedstawił 8 scen z jego życia. Zleceniodawcą obrazu, przeznaczonego dla opactwa San Bartolomeo del Fossato, był Lanfranco Sacco, arcybiskup Genui w latach 1377–1382.

#### Obrazy innych artystów lombardzkich
Spośród artystów lombardzkich, działających w Genui w II połowie XV wieku wyróżnił się Cristoforo de Mottis, autor zachowanego we fragmencie fresku Anioł Zwiastujący, namalowanego w 1468 roku w kaplicy De Marini w genueńskiej katedrze. Postać anioła przedstawiona została w wyrafinowanym chiaroscuro, wewnątrz otwartej galerii umieszczonej w perspektywicznym tle. Pochodzący z Pawii Pier Francesco Sacchi połączył w swojej twórczości zdobycze renesansu lombardzkiego z pewnymi cechami malarstwa flamandzkiego, zwłaszcza w dziedzinie pejzażu. Poliptyk św. Łazarza, namalowany przez niego w latach 1518–1520 stanowi przykład jego stylu malarskiego, docenianego przez genueńskich zleceniodawców, zamawiających u niego obrazy do miejskich kościołów.

#### ObrazMadonna na tronie z Dzieciątkiem między św. Dominikiem a św. Franciszkiem
Perino del Vaga, uczeń i współpracownik Rafaela Santi, sprawca twórczego fermentu w życiu artystycznym Genui, uczestniczył w latach 1528–1537 w budowie Palazzo Andrea Doria. Otrzymał w tym czasie zlecenie namalowania obrazu Madonna na tronie z Dzieciątkiem między św. Dominikiem a św. Franciszkiem (1534–1535), przeznaczonego dla kościoła San Francesco di Castelletto. Obraz został po zniesieniu konwentu franciszkańskiego w XIX wieku przeniesiony do kościoła San Giorgio di Bavari. Jego pierwotne wyrafinowanie wykonawcze i uroda chromatyczna zostały częściowo zatarte w wyniku licznych zabiegów konserwatorskich.

#### PoliptykTrójca Święta ze św. Antonim Padewskim i Łazarzem żebrakiem
Około 1400 roku nieznany z imienia i nazwiska malarz, określany przez krytyków sztuki jako Mistrz z Santa Maria delle Vigne, namalował dla kościoła pod tym wezwaniem poliptyk Trójca Święta ze św. Antonim Padewskim i Łazarzem żebrakiem. Poliptyk, umieszczony pierwotnie w ołtarzu kościoła, został później podzielony na części. Zachowały się dwa panele – środkowy i prawy. Panel środkowy przedstawia Trójcę Świętą, motyw ikonograficzny, przeżywający duży rozwój szczególnie pod koniec średniowiecza: wzorując się na modelu Tronu Łaski artysta ukazał Boga Ojca, trzymającego przed sobą ukrzyżowanego Syna. Pomiędzy nimi widnieje, umieszczona w pionie, ponad belką krzyża, gołębica Ducha Świętego. Prawy panel przedstawia św. Antoniego Padewskiego w habicie zakonnym, z kijem w kształcie litery tau i z prosięciem u stóp oraz Łazarza, żebraka i trędowatego, trzymającego charakterystyczny przedmiot, przy pomocy którego chorzy na trąd ostrzegali przed swoją obecnością. W górnej części widoczna jest scena Zwiastowania Pańskiego.

#### PoliptykŚw. Katarzyna z donatorem i krucyfiksem
Zachowany panel stanowił centralną część poliptyku, częściowo podzielonego i rozproszonego. Ukazuje on św. Katarzynę na tronie, ubraną w obszerną, królewską suknię z brokatu, trzymającą w prawej ręce niewielkie zębate koło; drugie koło, większe, wyłania się spod płaszcza u jej stóp. Książka, którą święta również trzyma w prawej ręce, symbolizuje erudycję, z której była znana. Palma w jej lewej ręce z kolei upamiętnia jej męczeństwo. Po lewej stronie obrazu, u stóp Katarzyny, klęczy donator, ukazany w skromniejszej skali, dla odróżnienia go od jej majestatu. W górnej części obrazu widnieje Ukrzyżowanie, odnoszące się do ofiary Chrystusa, którego świadkiem jest Katarzyna jako święta. Motywów do przedstawień ikonograficznych św. Katarzyny dostarczyły historie z jej życia, zawarte w Złotej legendzie, napisanej przez Jakuba de Voragine.

#### ObrazŚw. Paweł i św. Piotr
Obraz Giovanniego Barbagelaty przedstawia Świętych Apostołów Piotra i Pawła, rozpoznawalnych dzięki atrybutom: mieczowi (którym został ścięty św. Paweł) oraz złotym i srebrnym kluczom (które trzyma św. Piotr). Obaj święci, stojący jeden obok drugiego na tarasie, ukazani zostali jako monumentalne rzeźby, w wyrazistym chiaroscuro na tle krajobrazu. Dzieło to prawdopodobnie pochodzi z dawnej siedziby bractwa w kościele San Donato, w ołtarzu głównym którego mogło być umieszczone. XVIII-wieczne przewodniki periegetyczne informują jednak o innym miejscu jego przechowywania, w zakrystii nowej siedziby Bractwa przy via San Bernardo, gdzie został później zastąpiony przez obraz ołtarzowy poświęcony tym samym Świętym, pędzla Paola Gerolama Pioli i jego pracowni.

#### ObrazUkrzyżowanie z Maryją Dziewicą, św. Janem i św. Marią Magdaleną
Obraz Luki Cambiasa, znajdował się pierwotnie w ołtarzu głównym oratorium Santi Pietro e Paolo przy via San Bernardo, gdzie zastąpił obraz Św. Paweł i św. Piotr pędzla Giovanniego Barbagelaty. Później został przeniesiony do zakrystii, a na jego miejscu znalazł się obraz Paola Gerolama Pioli. Namalowane przez Cambiasa Ukrzyżowanie nie odbiega stylowo od jego obrazów namalowanych dla kościoła San Bartolomeo degli Armeni; cechuje go, typowa dla manieryzmu świeżość i intensywność chromatyczna, widoczna w jaskrawych barwach (czerwonej i żółtej) szat św. Jana i Maryi oraz wyrafinowanych, różowych odcieniach sukni św. Marii Magdaleny. Szczególnie uderzające jest przedstawienie tej ostatniej, która, począwszy od renesansu, stała się prototypem penitentki; na obrazie Cambiasa klęczy ona u stóp Chrystusa, z ramionami otwartymi w geście rozpaczy. Jej charakterystyczne, długie włosy, spływające falami w dół, zostały uwydatnione przez artystę przy pomocy akcentów świetlnych.

#### ObrazCud św. Antoniego Padewskiego
Aurelio Lomi, działający w latach 1597–1604 w Genui, namalował Cud św. Antoniego dla kościoła San Francesco di Castelletto, gdzie został umieszczony w ołtarzu mu poświęconym, w kaplicy jego imienia, zbudowanej, wraz z 5 innymi, po 1579 roku przez Taddea Carlonego. Obraz przedstawia znany cud przyrośniętej stopy, dokonany przez św. Antoniego na stopie młodego człowieka, który odciął ją sobie siekierą po tym, jak kopnął matkę. Kult św. Antoniego został spopularyzowany w Genui w 1417 roku dzięki kazaniom św. Bernardyna. Wybór tego właśnie cudu jako motywu ma związek z działalnością Aptekarzy, patronów kaplicy św. Antoniego w kościele San Francesco, zajmujących się opieką nad chorymi, co podkreślała tablica pamiątkowa, umieszczona w kaplicy. Forma obrazu pozostaje w zgodzie z zaleceniami kościoła czasów kontrreformacji, zalecającego styl łatwy do zrozumienia przez wiernych i skłaniający ich do intensywnego udziału w liturgii.

#### ObrazGirland z monstrancją
Stefano Camogli przedstawił bujny wieniec z kwiatów, otaczający, wraz z cherubami, promieniującą monstrancję, w której znajduje się cząstka Ciała Chrystusa. Ten rodzaj przedstawienia był bardzo ceniony nie tylko przez kolekcjonerów, ale także był obecny w kościołach, jak w przypadku tego obrazu, pochodzącego z oratorium Mortis et Orationis in Santa Sabina.

#### ObrazTobiasz grzebiący zmarłych
Gregorio De Ferrari przedstawił w swoim obrazie wydarzenie, opisane w Księdze Tobiasza (Tb 1:18; 12: 12–13); Ojciec Tobiasza okazał swoje miłosierdzie w stosunku do zabitych przez Sennacheryba Izraelitów, których zwłoki potajemnie zebrał i pochował, a następnie uciekł, obawiając się aresztowania. Pomysł przedstawienia pochówku zmarłych w migotliwym świetle pochodni De Ferrari zaczerpnął od Domenica Pioli. Światło pochodni na jego obrazie pada na bladą pierś jednego z zabitych, skierowanego głową w dół, po czym odbija się oświetlając twarze ojca i syna. Miłosierdzie, będące przesłaniem tego obrazu, cechowało działalność charytatywną w dawnej Genui, przejawiającą się między innymi w pochówku ciał, zwłaszcza ubogich i niewolników. Obraz pierwotnie znajdował się w prezbiterium oratorium Mortis et Orationis in Santa Sabina.

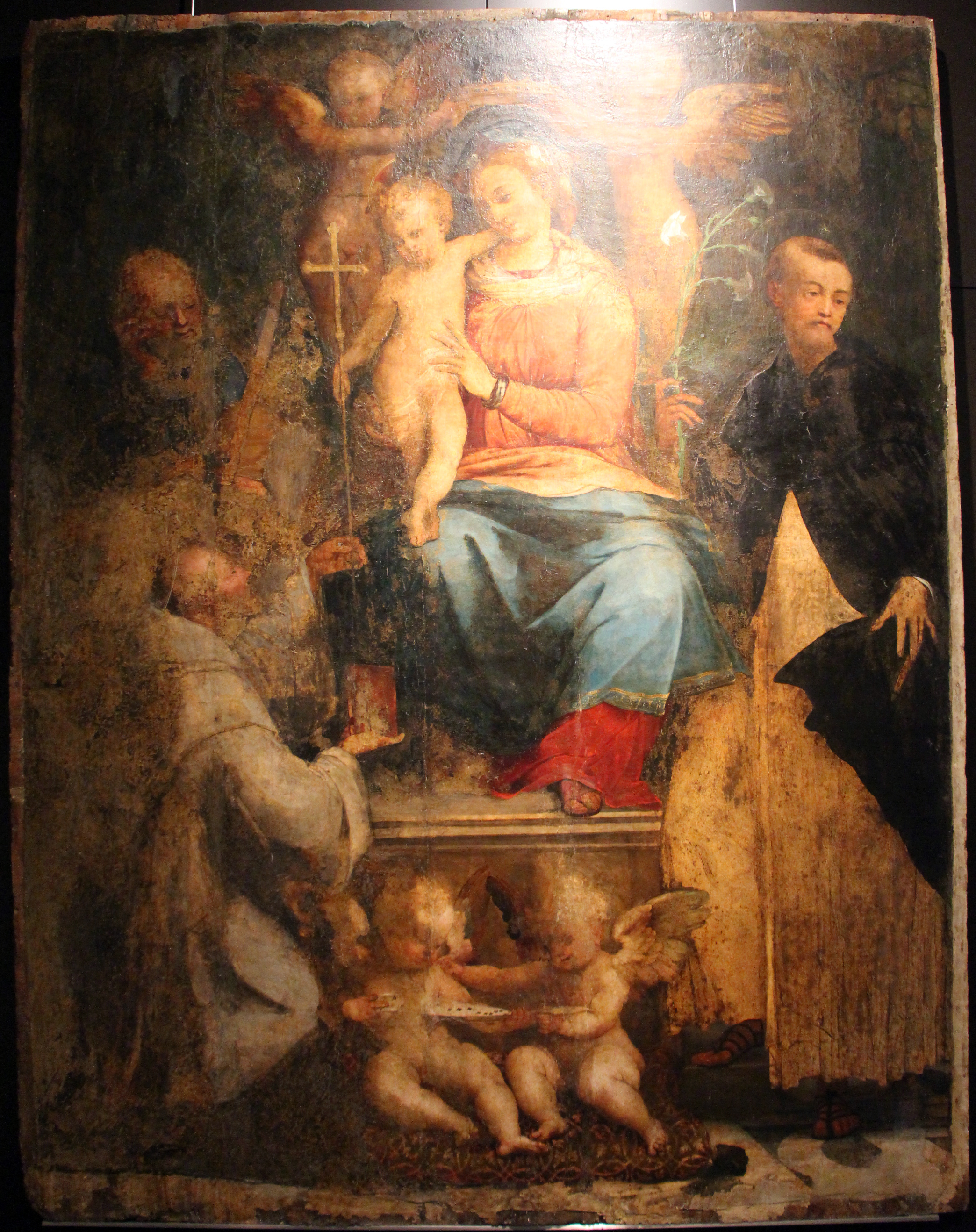
Perino del Vaga, Madonna na tronie z Dzieciątkiem między św. Dominikiem a św. Franciszkiem, 1534–1535, kościół San Giorgio di Bavari
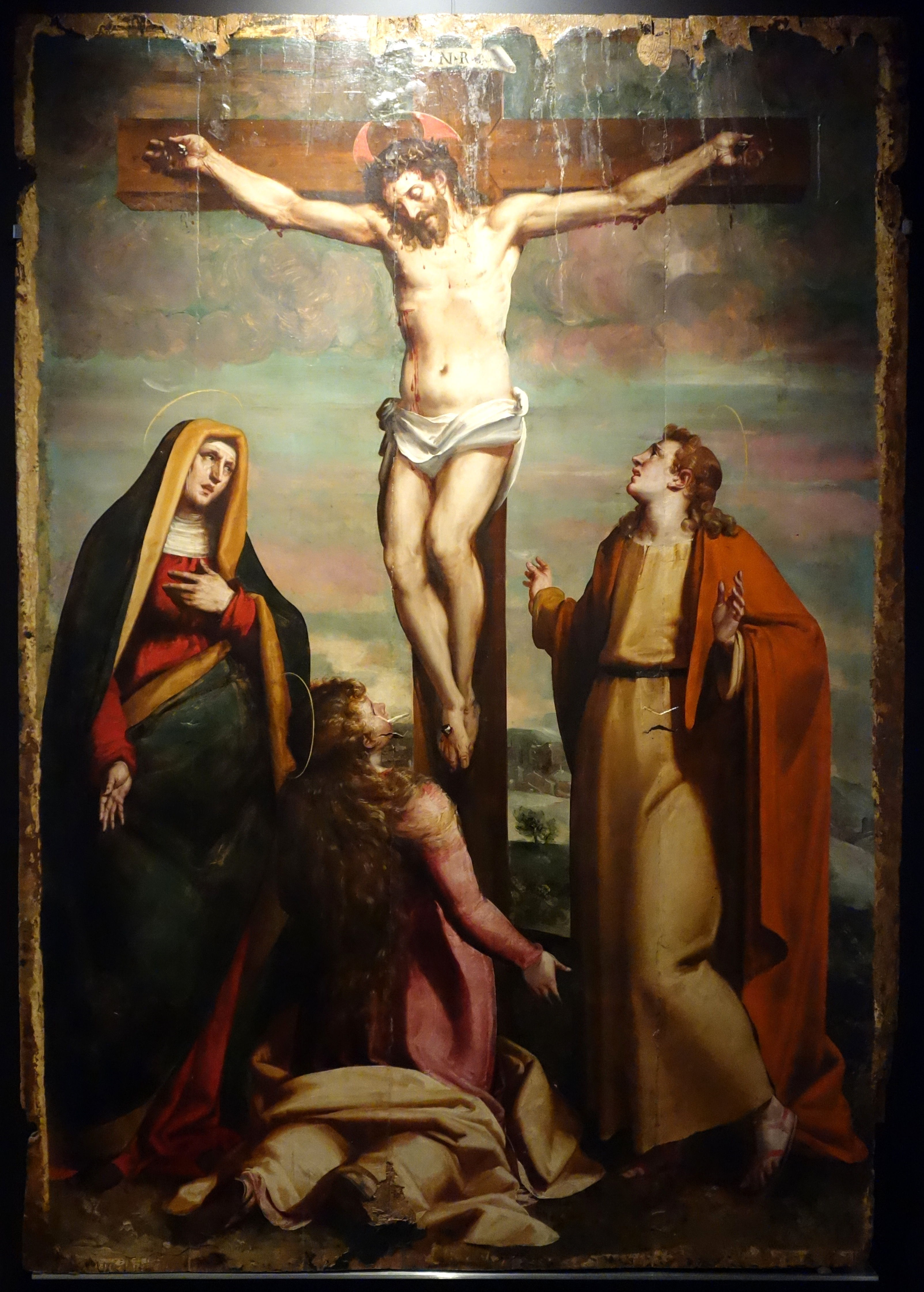
Luca Cambiaso, Ukrzyżowanie z Maryją Dziewicą, św. Janem i św. Marią Magdaleną, ok. 1560, oratorium Santi Pietro e Paolo in san Bernardo
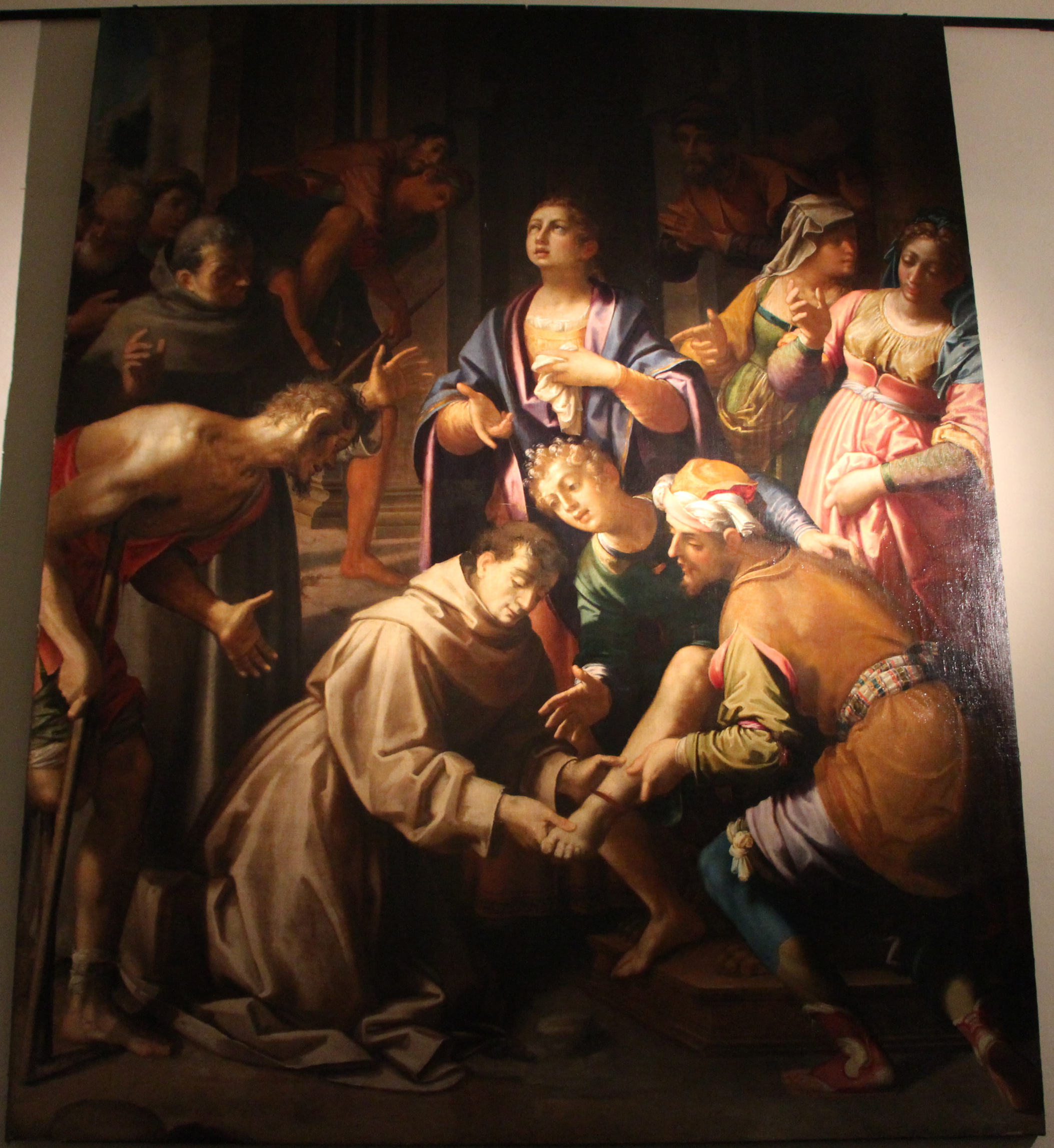
Aurelio Lomi, Cud św. Antoniego Padewskiego, 1600–1604, kościół San Siro
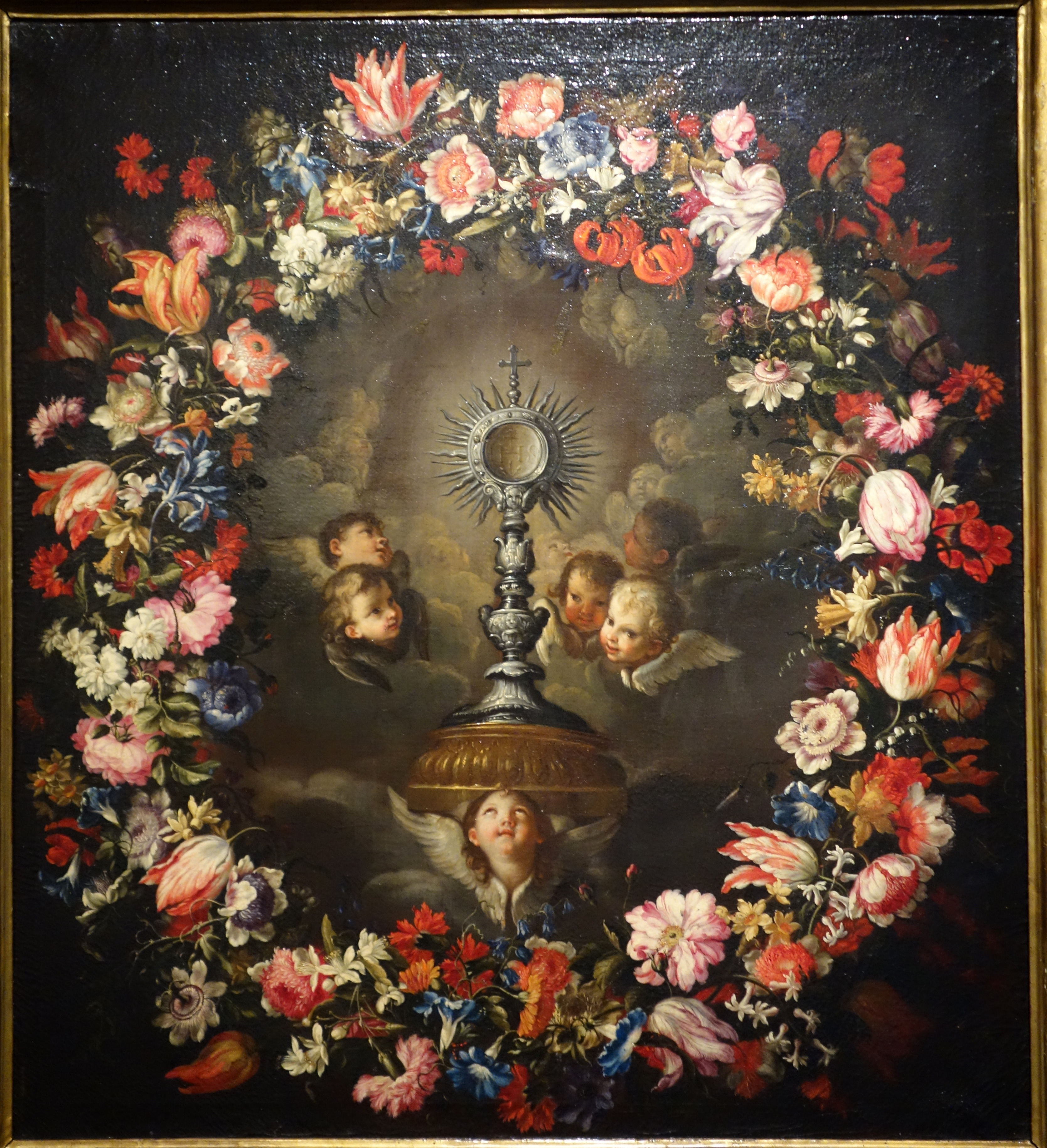
Stefano Camogli, Girland z monstrancją, 1670–1680, oratorium Mortis et Orationis in Santa Sabina
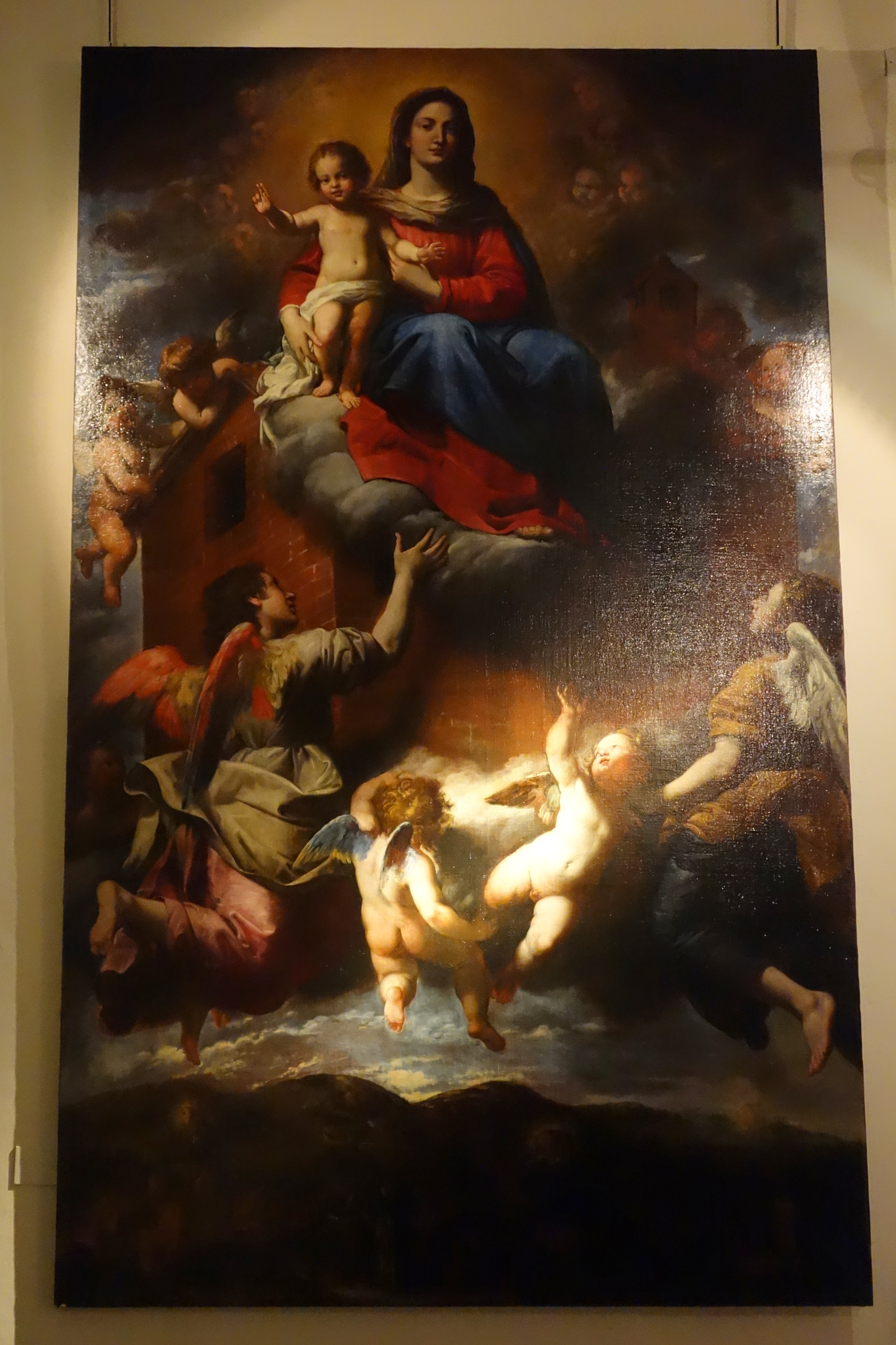
Domenico Fiasella, Madonna z Loreto, ok. 1643
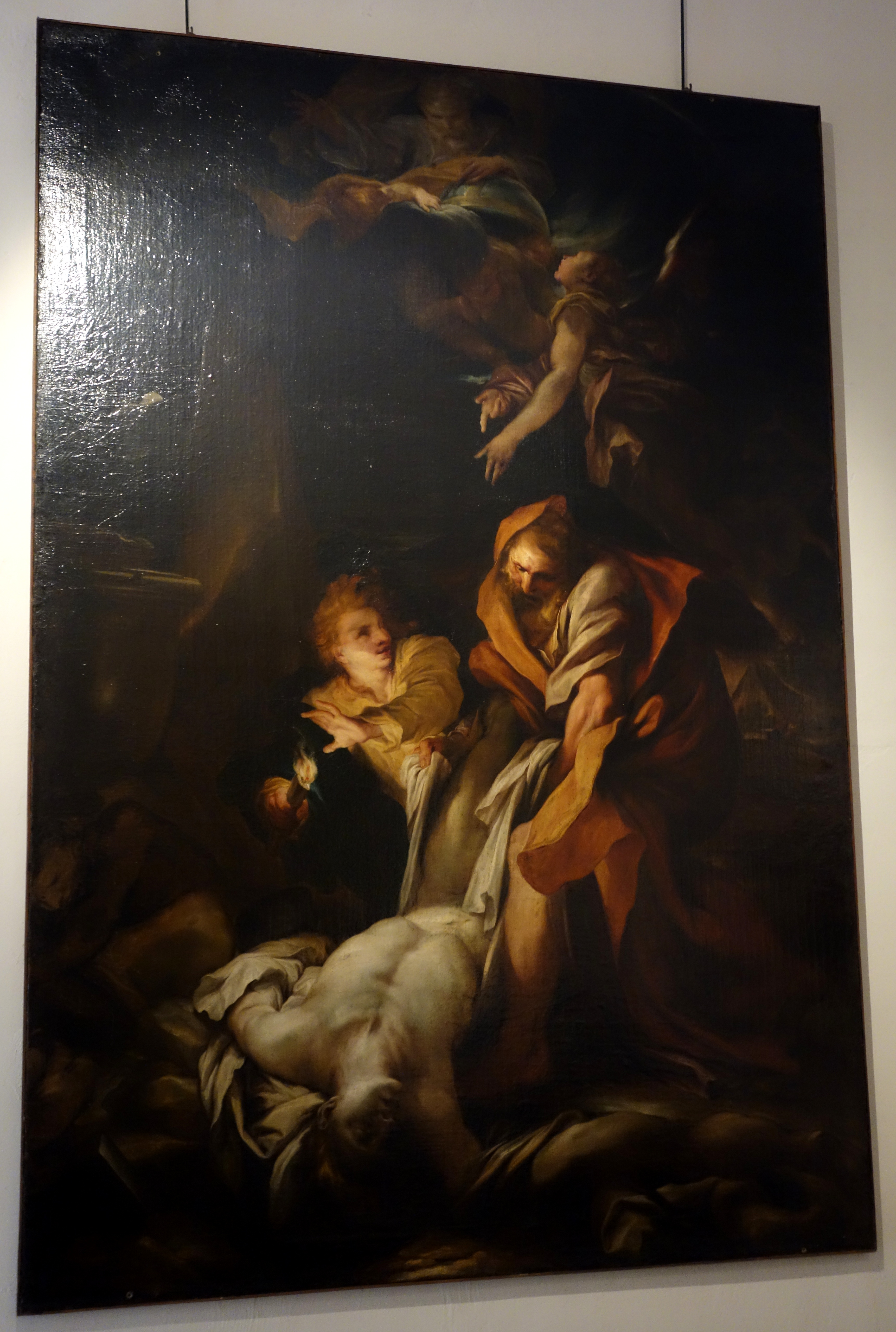
Gregorio De Ferrari, Tobiasz grzebiący zmarłych, ok. 1680, oratorium Mortis et Orationis in Santa Sabina
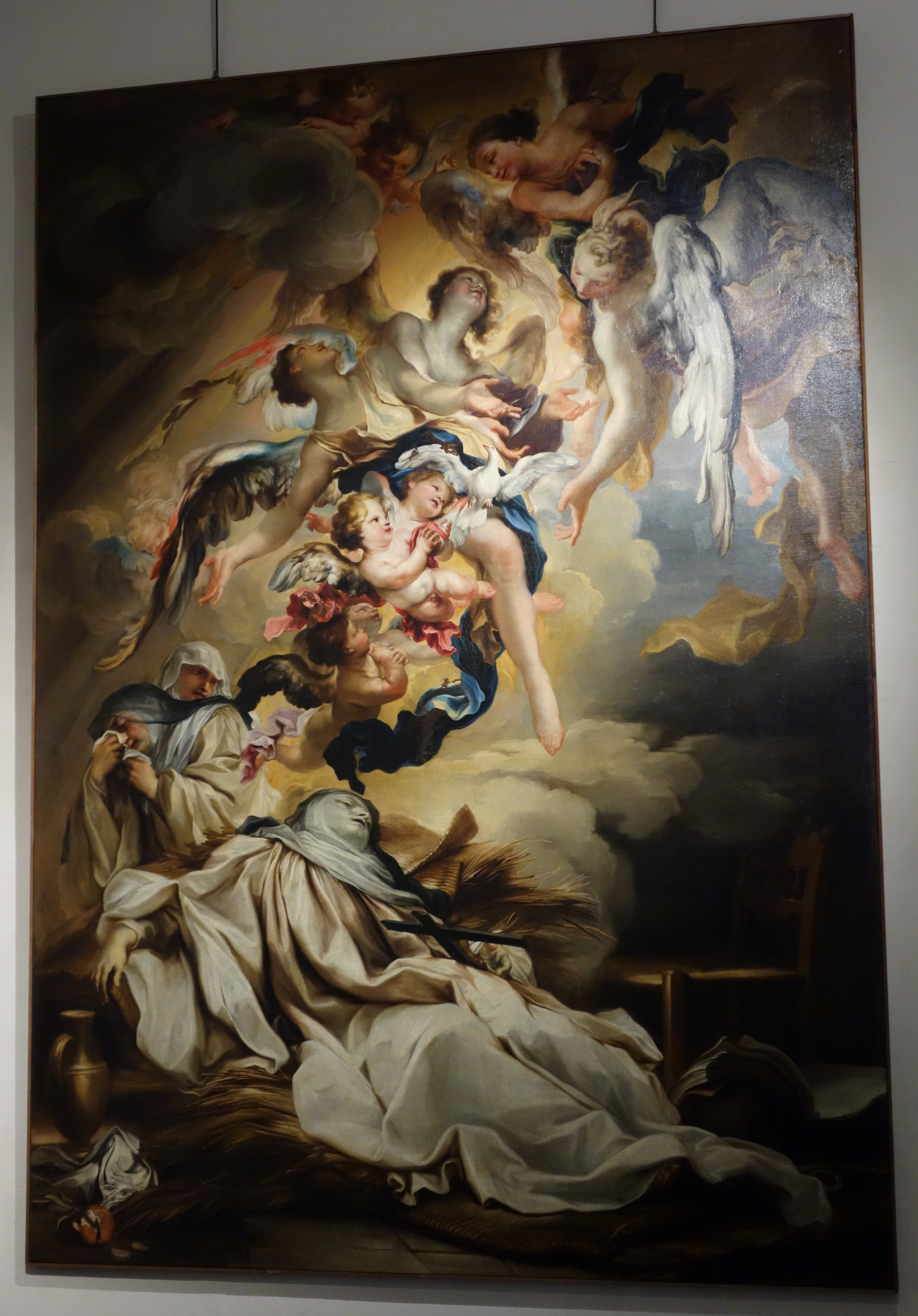
Gregorio De Ferrari, Zaśnięcie św. Scholastyki, ok. 1700

### Manuskrypty
Nie zachowały się żadne informacje na temat działalności księgarskiej w Genui w okresie całego średniowiecza. Pierwsze wiadomości pochodzą dopiero z XIV i XV wieku. Produkcja manuskryptów i ksiąg religijnych odbywała się w najważniejszych genueńskich klasztorach (San Domenico, Santa Maria di Castello, San Benigno i San Francesco di Casteletto). Biblioteka katedralna pierwotnie mieściła się w zakrystii, po czym została przeniesiona do klasztoru. Zbiory biblioteki katedralnej, która pod koniec XV wieku liczyła blisko 115 rękopisów i ponad 100 ksiąg, zostały niemal całkowicie rozproszone, a część z nich ponownie wykorzystano w następnych wiekach jako materiał introligatorski.
Wśród dzieł zachowanych do dziś znajdują się iluminowane rękopisy, wystawione w Muzeum Diecezjalnym, będące własnością Archiwum Kapituły Katedralnej; są to przede wszystkim księgi liturgiczne pochodzące w większości z końca XV wieku: lekcjonarze, antyfonarze i graduały, zawierające śpiewy mszalne chorału gregoriańskiego, mające specjalną formę notacji muzycznej.

### Tekstylia
Szaty przeznaczone dla celebrujących uroczystości religijne zawsze były wykonywane z drogocennych materiałów, podkreślających ich funkcję. Kolekcja tekstylna Muzeum Diecezjalnego składa się z szat liturgicznych, pochodzących z kościołów diecezjalnych, wykonanych z różnych materiałów: jedwabiu, adamaszku i aksamitu i pokrytych ornamentami. Do szczególnie cennych należą: ornat z haftowanego jedwabiu i aksamitu przetykany brokatem, pochodzący z ostatniej ćwierci XV wieku i współczesny mu fragment auriphrygium wykonane z aksamitu z jedwabną okrywą włosową i wyhaftowanymi medalionami, przedstawiającymi św. Rocha i św. Eligiusza, oba pochodzące z katedry.
Ważną część kolekcji stanowią też antepedia, w tym: Opłakiwanie Martwego Chrystusa, wykonane przez nieznanego hafciarza flamandzkiego około 1520 roku, pochodzące z kościoła San Benedetto al Porto oraz dwa antepedia pochodzące z katedry: pierwsze – z medalionami przedstawiającymi Ojców Kościoła, wyhaftowane w 1582 roku przez Francesca de Ursis według projektu Ottavia Semina oraz drugie – wyhaftowane według projektu Domenica Pioli.

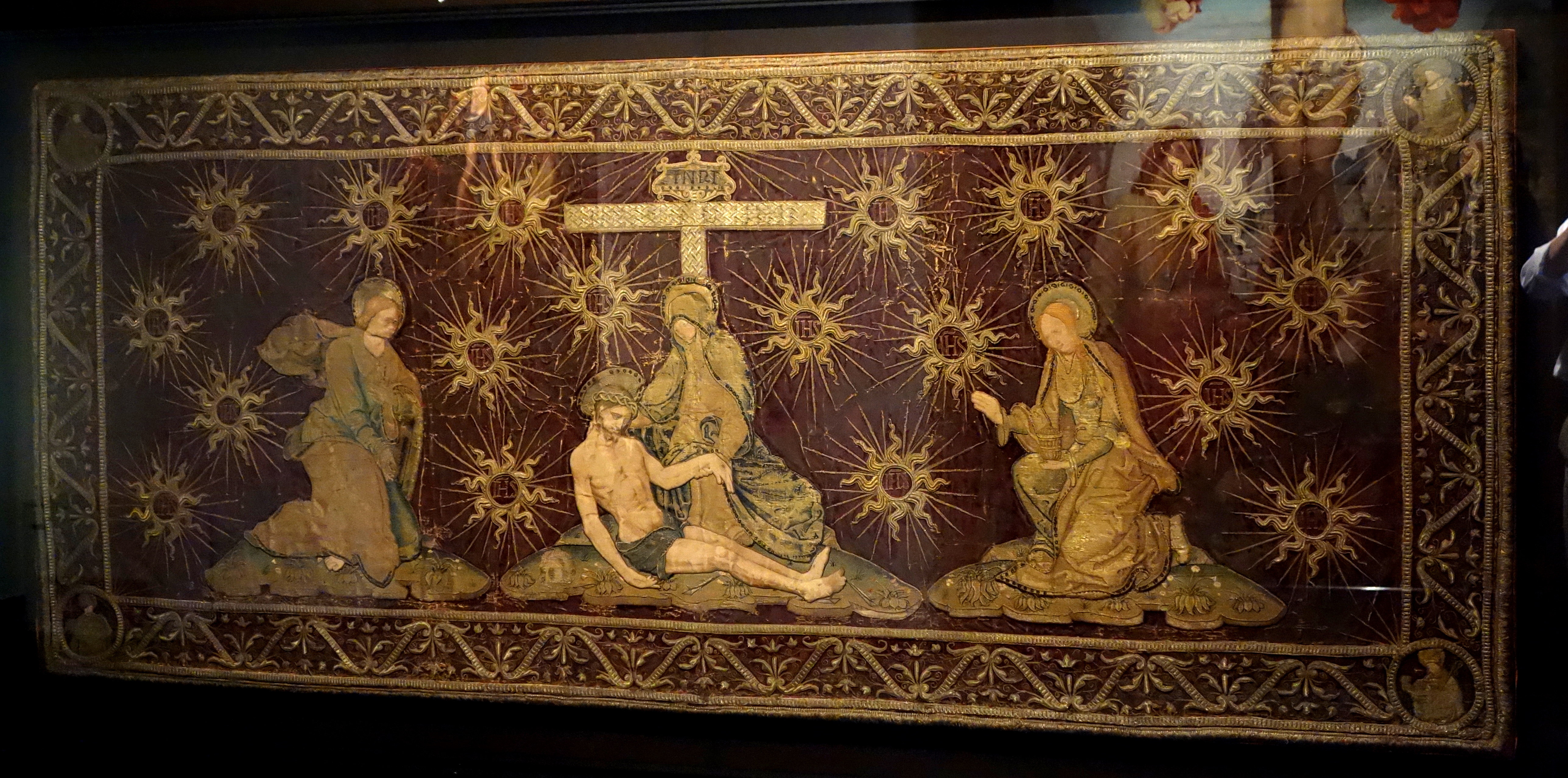
Wyrób flamandzki, antepedium Opłakiwanie Martwego Chrystusa, 1515
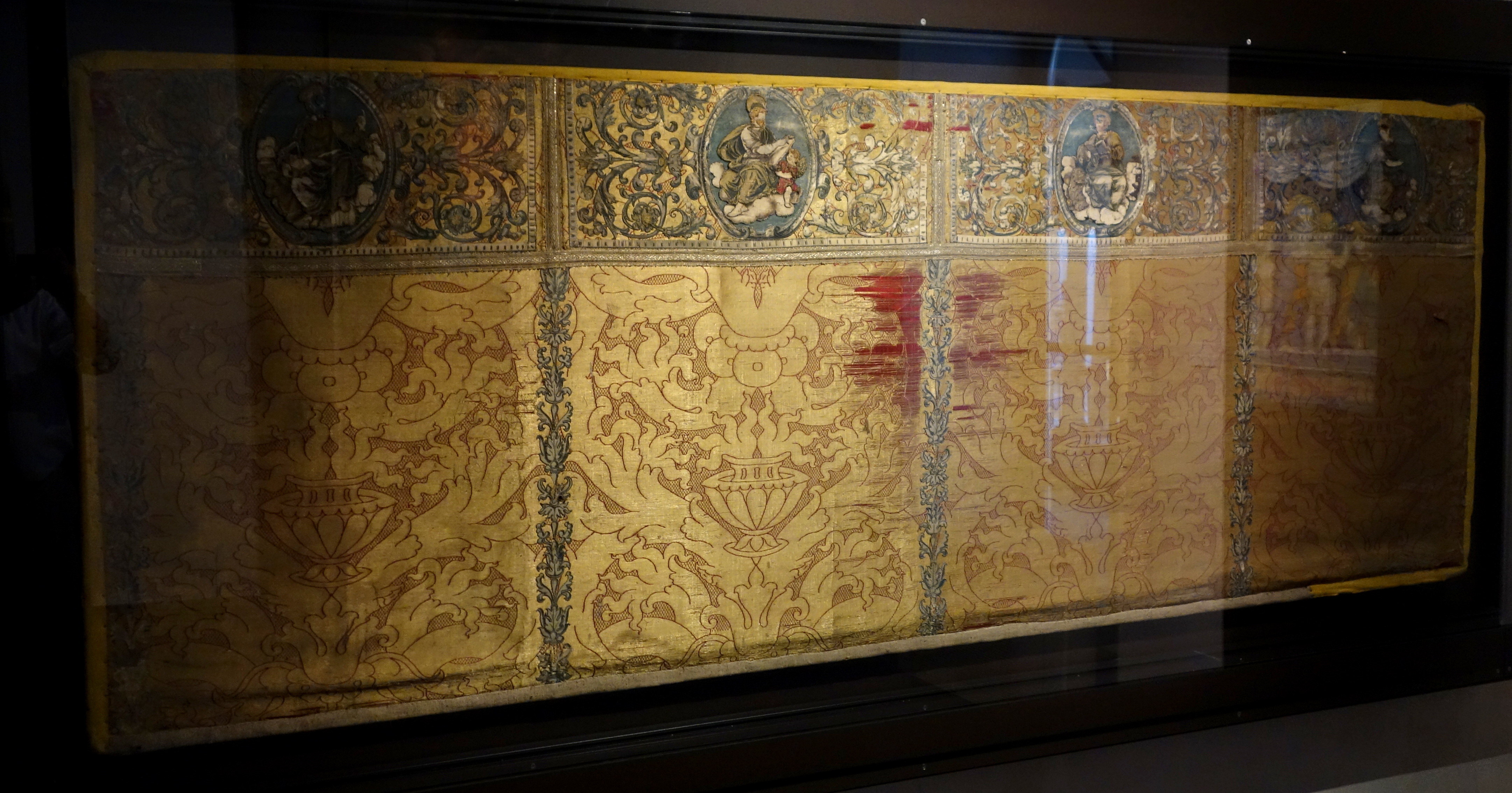
Francesco de Ursio, antepedium z ewangelistami, 1564
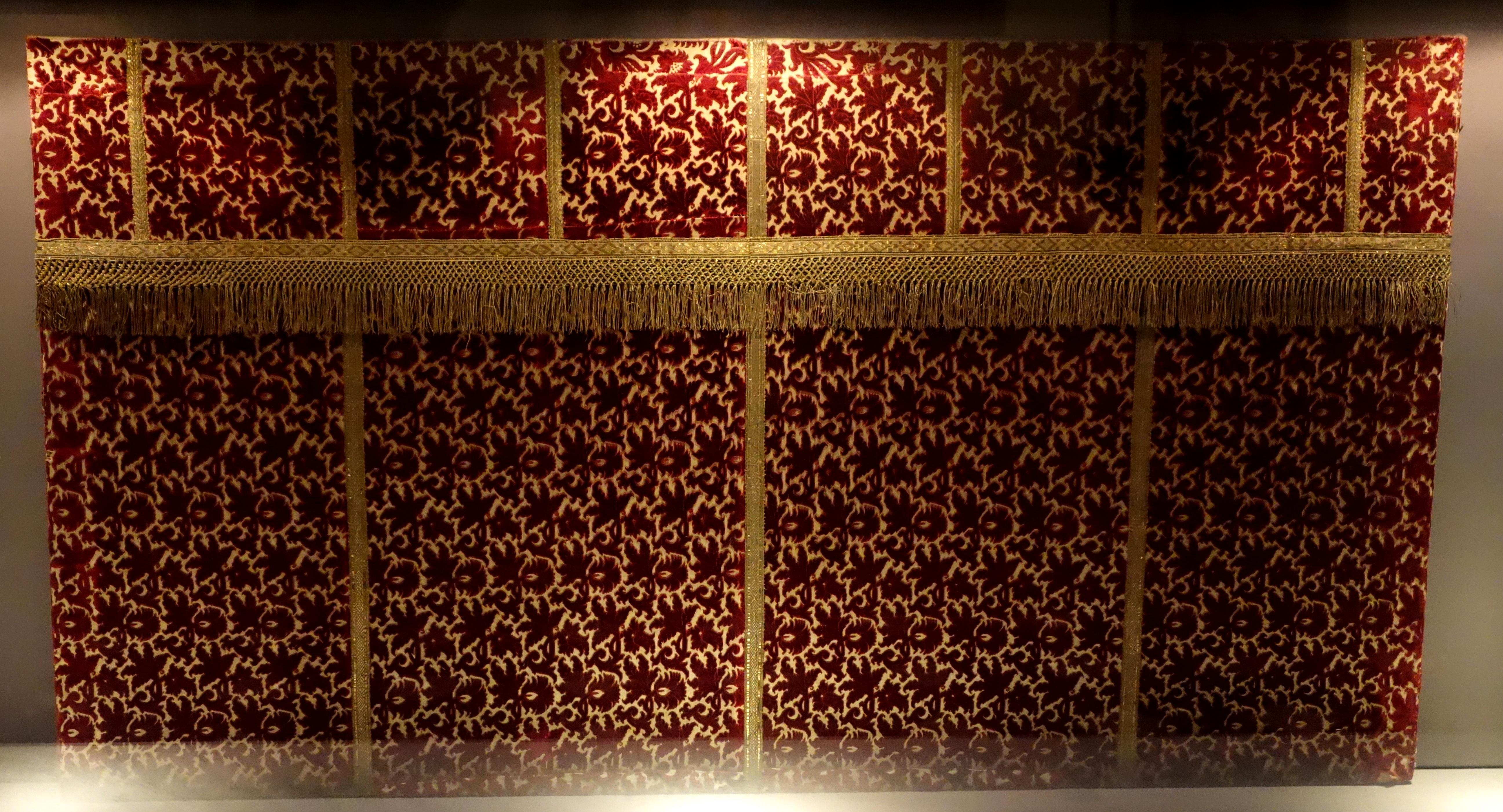
Antepedium, XVII w.
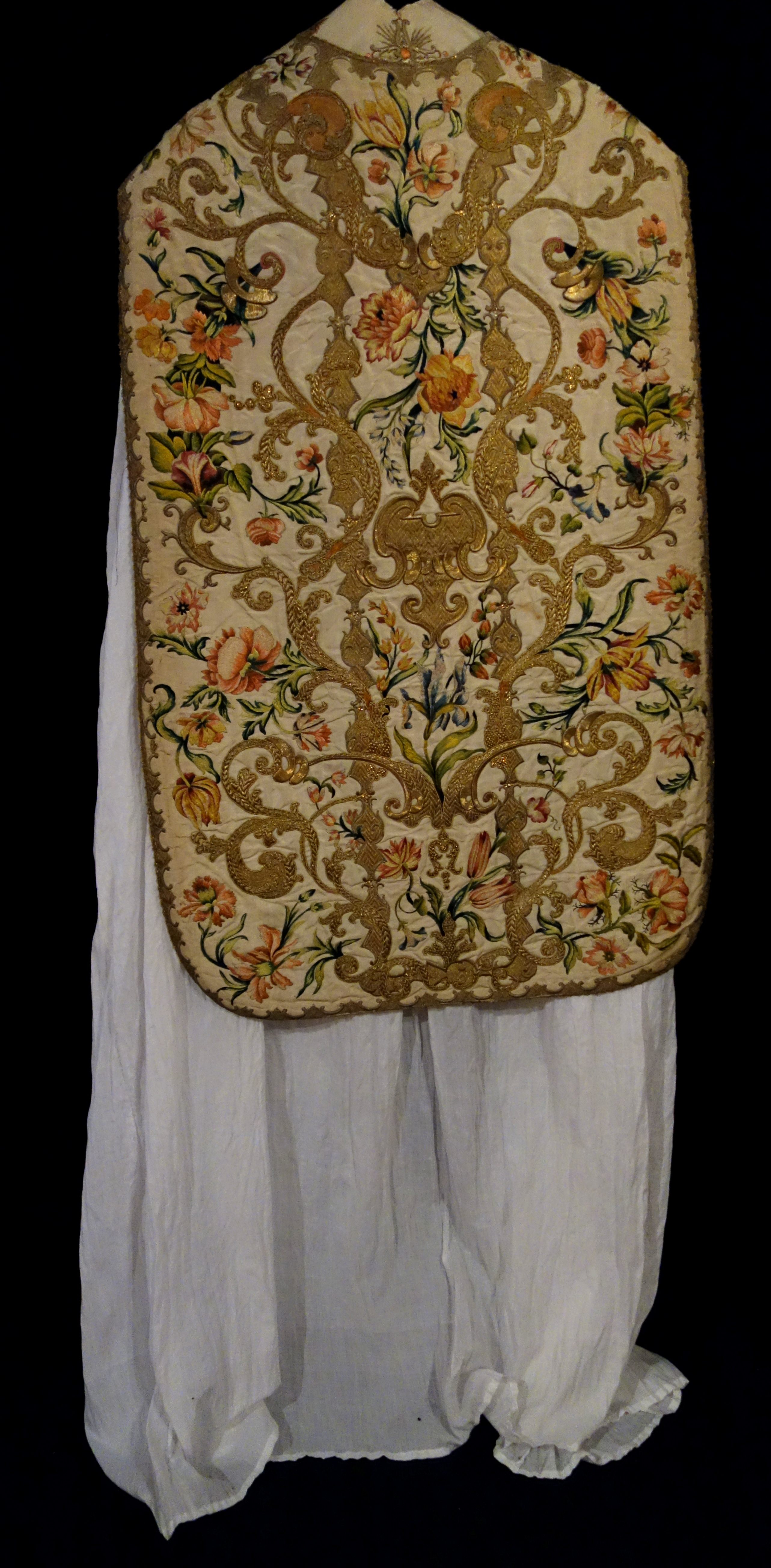
Ornat, 1740–1760

### Blu di Genova

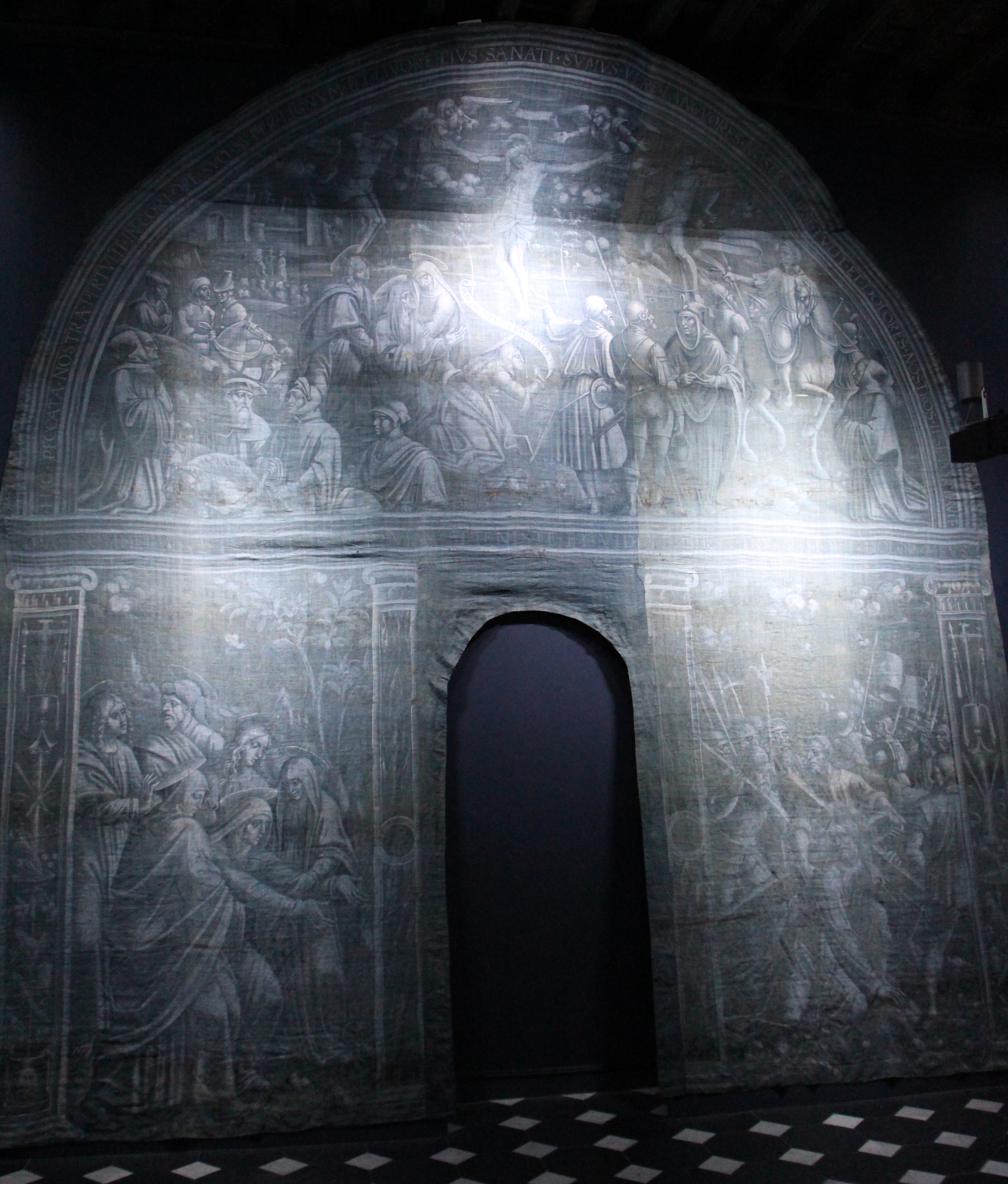
Fragment ekspozycji płócien Męki Pańskiej

Niebieskie, monochromatyczne płótna pochodzą z benedyktyńskiego opactwa San Nicolo del Boschetto w Val Polcevera w Genui. Zostały wykonane z włókna lnianego pofarbowanego błękitem indygowym. Mogą być uważane za przodków genueńskich płócien lub dżinsu. Płótna te były wykorzystywane podczas obchodów Wielkiego Tygodnia, tworząc oprawę Grobu Pańskiego. Tym wyjaśnić można „wrota”, wycięte w niektórych z nich, przez które wierni mogli dojść do miejsca, również wyłożonego płótnami, otaczającymi Święty Grób. Jest wśród nich również płótno z namalowanymi słońcem i księżycem, symbolizującymi Stary i Nowy Testament, które przykrywało, niczym sufit, pomieszczenie Grobu. Używanie tego typu tkanin jako oprawy liturgicznej było powszechną praktyką, potwierdzoną w Ligurii od końca XV wieku. Z opactwa w Val Polcevera płótna te zostały przeniesione do parafii Marassi, gdzie były wystawiane w Wielki Czwartek. W 1912 roku trafiły do prywatnej kolekcji. W 1990 roku kolekcja była prezentowana na wystawie Blu - Blue jeans, zorganizowanej przez Region Ligurii w Palazzo San Giorgio w Genui. Po zakończeniu dyrektor Soprintendenza per i Beni Storici, Artistici e Etnoantropologici della Liguria nałożył na właściciela kolekcji zobowiązanie do jej ochrony konserwatorskiej. Zbiór płócien został zakupiony w 2001 roku przez rząd włoski i włączony do kolekcji tekstylnej Soprintendenza per i Beni Storici, Artistici e Etnoantropologici della Liguria, która z kolei oddała ją w czasowy depozyt Muzeum Diecezjalnemu. Staraniem Soprintendenza..., Regionu Liguria i Archidiecezji Genui została zorganizowana stała ekspozycja Blu di Genova, nadzór na którą powierzono Marzii Cataldi Gallo, kuratorce kolekcji tekstylnej Soprintendenza i Giulio Sommarivie, konserwatorowi Muzeum Diecezjalnego. Pomieszczenie, w którym umieszczono płótna, podświetlone jest na niebiesko. Kolor ten wybrali organizatorzy ekspozycji, uważając go – jako symbol czystości – jako odpowiedni dla Maryi, matki Chrystusa oraz dla przedstawionej na płótnach scen Męki Pańskiej. W skład kolekcji wchodzi 14 płócien, dzielących się na trzy grupy: pierwsza, zawierająca największe z nich, datowana na rok 1538, była inspirowana rycinami Dürera; druga grupa jest datowana na połowę XVI wieku, a trzecia – na okres pomiędzy XVII a XVIII wiekiem. Jeśli chodzi o kwestię autorstwa tych płócien, Marzia Cataldi Gallo uważa, że autorem najstarszych z nich jest Teramo Piaggio, a Giovanniemu Cambiaso przypisuje autorstwo płócien Chrystus napojony żółcią i Chrystus złożony do grobu (oba z grupy drugiej). Nie są znani autorzy ostatniej grupy płócien.